# جانلويجي بوفون
جيانلويجي «جيجي» بوفون (النطق الإيطالي: ‎[dʒanluˈi:dʒi bufˈfɔn, -ˈfon]‏؛ مواليد 28 يناير 1978) يُختصر عادةً بـ جيجي بوفون. هو لاعب كرة قدم إيطالي سابق لعب في مركز حارس المرمى. يُعتبر على نطاق واسع من قبل العديد اللاعبين والنقاد والمدربين كأحد أعظم حراس المرمى في كل العصور، والبعض الآخر، يرى بأنه أعظم حارس مرمى عبر التاريخ. إنه أحد اللاعبين القلائل الذين شاركوا في أكثر من 1100 مباراة رسمية.
على مستوى الأندية، بدأ بوفون مسيرته الاحترافية مع بارما في عام 1995، حيث وصل سريعاً للدوري الإيطالي الدرجة الأولى لأول مرة، وسرعان ما تطور في المستوى والأدوار مع نادي بارما، كسب سمعة باعتباره واحد من الحراس الشباب الواعدين في إيطاليا، خلال الفترة التي قضاها مع النادي، وحصل معهم على كأس إيطاليا والدوري الأوروبي وكأس السوبر الإيطالي، وكلها كانت في عام 1999. وبعد أن انضم ليوفنتوس في عام 2001، فاز بوفون فوراً بلقبين للدوري الإيطالي الدرجة الأولى في أول موسمين له مع النادي، وتم الاعتراف به بأنه واحد من أفضل اللاعبين في العالم في مركزه. بعد فوز بالدوري الإيطالي مرتين متتالية وفوزه أيضاً في عام 2005 و2006، والذي تم تجريدها من النادي لاحقاً وهُبط النادي إلى دوري الدرجة الثاني بسبب التورط في فضيحة كرة القدم الإيطالية 2006. وعلى الرغم من الشائعات التي تحدثت عن رحيله، ما زال بوفون مع يوفنتوس، وساهم في الفوز بلقب الدوري الإيطالي الدرجة الثانية للنادي والعودة مجدداً إلى دوري الدرجة الأولى في عام 2007. وبعد عدة مواسم بدون ألقاب، لعب بوفون في وقت لاحق دوراً رئيسياً في عودة يوفنتوس، والذي ساعد النادي على الفوز بلقب الدوري الإيطالي 6 مرات متتالية من عام 2011 حتى 2017. أيضاً حمل شارة القيادة بعد رحيل القائد الأسبق للنادي أليساندرو دل بييرو في عام 2012. وفي المجموع، فاز بوفون بالدوري الإيطالي ثمن مرات، وثلاثة في كأس إيطاليا، وخمسة ألقاب كأس السوبر الإيطالي مع يوفنتوس.
مع المنتخب الإيطالي، بوفون تم إٍستدعائه في خمس بطولات لنهائيات كأس العالم (1998، 2002، 2006، 2010، 2014) مُنذ أو ظهور له في عام 1997، وكان يضم المنتخب أربعة حراس (لم يشارك في أي مباراة عام 1998). وكان الحارس الأساسي للمنتخب الأول الذي فاز بكأس العالم 2006، واستطاع خلالها بالحفاظ على شباكه نظيفة خلال 5 مباريات، ودخل في مرماه فقط هدفين خلال البطولة، وكانت الأهداف عن طريق لعب غير مفتوح. كما أنه مثل إيطاليا في أربعة بطولات أمم أوروبا، وفي دورة الألعاب الأولمبية 1996، وفي بطولتين لكأس القارات لكرة القدم، وفاز بالميدالية البرونزية في نسخة 2013 من كأس القارات.
بوفون فاز بالعديد من الجوائز المرموقة الفردية والجماعية. اسمه اختير من قبل بيليه لقائمة أفضل 125 لاعب كرة قدم حي بمناسبة مئوية الاتحاد الدولي لكرة القدم عام 2004. وأيضاً يملك رقم قياسي بعدد المرات بالفوز بجائزة أفضل حارس في الدوري الإيطالي حيث فاز بها عشرة مرات. وكان بوفون الفائز بجائزة ياشين 2006 بعد فوز إيطاليا بكأس العالم، والذي انتخب أيضاً لتشكيلة البطولة. وصل بوفون أيضاً لدور ربع النهائي من بطولة كأس الأمم الأوروبية 2008، والمباراة النهائية لبطولة كأس الأمم الأوروبية 2012. بوفون هو الحارس الوحيد الذي فاز بجائزة أفضل لاعب في أوروبا لسنة 2003 بعد وصوله إلى نهائي دوري أبطال أوروبا. كما فاز بجائزة أفضل حارس مرمى في العالم في ذلك العام. وتم اختياره في فريق السنة في أوروبا لعام 2003 و2004 و2006. وفي عام 2006، كان بوفون الوصيف لجائزة الكرة الذهبية وأنتخب ليكون جزء من تشكيلة السنة ل 11 لاعب من الاتحاد الدولي لكرة القدم وأنتخب أيضاً مرة أخرى في 2007. بعد الوصول إلى نهائي دوري أبطال أوروبا 2015، كان اسم بوفون في موسم 2014–15 متواجداً في تشكيلة الموسم لدوري أبطال أوروبا، وصاحب المركز الرابع في عام 2015 لجائزة أفضل لاعب في أوروبا. وقد اختير كأفضل حارس مرمى في العالم من قبل الاتحاد الدولي للتاريخ والإحصاء (يأتي في المرتبة الثانية كأكثر حارس يحصل على هذا الإنجاز بعد إيكر كاسياس بخمسة جوائز) وأيضاً تم اختياره كأفضل حارس مرمى في القرن ال21، وخلال السنوات ال25 الماضية، والعقد، من قبل نفس المنظمة.

## حياته الشخصية
ولد بوفون في عائلة من الرياضيين الإيطاليين. والدته ماريا ستيلا، كانت رامية القرص وكان والده، أدريانو رافع أثقال. وبعد تقاعده عمل لاحقاً كمعلم للتربية الرياضية. وشقيقتي بوفون، فيرونيكا وغويندالينا لاعبات كرة طائرة في المنتخب الإيطالي، وخاله دانتي ماسوكو، كان لاعب كرة السلة في الدوري الإيطالي لكرة السلة، وأيضاً مثل في المنتخب الوطني. وبالإضافة إلى ذلك الحارس السابق لإنتر ميلان ونادي ميلان والمنتخب الإيطالي لورينزو بوفون أيضاً هو أبن عم جد جيانلويجي بوفون.
ارتبط بوفون بلاعبة القوى العداءة الإيطالية فينشنزا كالي منذ عام 1999 واستمرت خطوبتهما 3 سنوات وانفصل عنها عام 2002  ثم ارتبط بمصممة الازياء الإيطالية ليندا سيرا وانفصل عنها عام 2005  ثم تزوج بعارضة الأزياء ألينا سيريدوفا في يونيو 2011، على الرغم من أن العلاقة بينهما كانت مُنذ عام 2005. لديهم طفلان، لويس توماس (ولد في عام 2007 وسُماه باسم ملهمه توماس نكونو) ودافيد لي (مواليد 2009) وفي مايو 2014، أعلن بوفون عن انفصاله من زوجته بعد ثلاث سنوات من الزواج. بسبب ارتباطه بعلاقة عاطفية بالصحفية والمقدمة التلفزيونية الاريا داميكو. في عام 2015، أعلن بوفون أنهم يتوقعون ولادة طفل. وفي 6 يناير 2016، أعلن الزوجان ولادة إبنهما يوبولدو ماتيا عبر تويتر في وقت سابق من مساء ذلك اليوم.
في عام 2013، ادعى بوفون أنه عانى من نوبات اكتئاب خلال موسم 2003–2004، بسبب أعقاب هزيمته مع فريقه يوفنتوس بركلات الترجيح في نهائي دوري أبطال أوروبا عام 2003، ونظراً للأداء السلبي ليوفنتوس في ذلك الموسم. زار بوفون بانتظام في طب علم النفس والتغلب على الاكتئاب قبل يورو 2004. بوفون هو كاثوليكي.

## مسيرته الكروية

### بارما

#### 1991–1995: أندية فئة الشباب ومسيرة احترافية مبكرة
بدأ الإيطالي بوفون مسيرته الرياضية مع فريق بارما للشباب عام 1991، في سن 13 سنة. في الفترة التي قضاها في أكاديميه الشباب لعب في عدة مراكز وعلى وجه الخصوص كلاعب خط وسط قبل أن ينتقل إلى مركزه الحالي كحارس مرمى. وجاء هذا القرار بسبب إعجابه بأداء بالحارس الكاميروني توماس نكونو في نهائيات كأس العالم في إيطاليا 1990. لحسن حظ بوفون عانى الفريق الأول لبارما لعدة إصابات خصوصاً في مركز حارس المرمى مما جعل المدرب في ذلك الوقت نيفيو سكالا استدعاء بوفون، وجاء اختياره بفضل طوله وقدراته الجسدية. وتكيفه سريعاً لهذا الدوري وخلال أسبوعين فقط تم ترقيته من فريق الشباب إلى قائمة حراس مرمى الفريق الأول لبارما. أيضاً مدرب حراس المرمى للأكاديمية إرميس فولجوني قال أن بوفون سوف يكون مثل أعلى للحراس الشباب في المستقبل.
بعد الاستدعاء الأولى للتدريب مع الفريق الأول خلال صيف عام 1994، لعب الحارس الإيطالي جيانلويجي بوفون أول مباراه له مع ناديه بارما آنذاك في الدوري الإيطالي في 19 نوفمبر 1995 وكانت أمام خصم صعب وبطل الدوري آنذاك ميلان. وجاء هذا القرار بسبب إصابة الحارس الأساسي لوكا بوتشي وقرر المدرب نيفيو سكالا حينها إشراك بوفون ضد ميلان، وحقق هذا القرار نجاح حيث استطاع بوفون تقديم أداء رائع وخرج من المباراة بشباك نظيفه وأوقع ميلان بفخ التعادل 0–0 على أرضه، وواجه بوفون في تلك المباراة مع لاعبين فازوا بالكرة الذهبية مثل روبيرتو باجيو وجورج ويا وكذلك ماركو سيموني واستطاع التصدي لهجماتهم طوال المباراة. في ذلك موسم لعب بوفون في الدوري 7 مباريات ولعب في كأس إيطاليا مرة واحدة كأول ظهور له في بطولة كأس إيطاليا، أنهى بارما الدوري في المركز السادس وبذلك يتأهل لكأس الاتحاد الأوروبي. في تلك الفترة كان بوفون يتدرب تحت قيادة مدرب الحراس فيليام فيكي وهو الشخص الذي أعطى ثقته في بوفون وساعده في تنميته ونجاحه.

#### 1996–2001: أصبح لاعب أساسي، النجاح المبكر والاعتراف به
في موسم 1996–1997 أصبح بوفون الحارس الأساسي للفريق الأول لبارما. في ذلك الموسم أنهى بارما الموسم كوصيف لبطل الدوري الإيطالي يوفنتوس آنذاك وبذلك يتأهل بارما مباراة إلى دوري أبطال أوروبا. بوفون تلقى في ذلك الموسم 17 هدف في 27 مباراة وبدأ أدائه يجذب إهتمام الإعلام الإيطالي. بارما أقصي مرة أخرى في المرحلة الثانية من كأس إيطاليا حيث خسر أمام بيسكارا 3–1 في 23 أغسطس 1996، أيضاً في الجولة الأولى من كأس الاتحاد الأوروبي في ذلك الموسم، لعب بوفون أول مباراة أوروبية له ولكن خسر فريقه 2–0 أمام النادي البرتغالي فيتوريا دي غيماريش في 24 سبتمبر 1996.
في موسم 1997–1998، أنهى بارما في المركز الخامس في الدوري الإيطالي وخرج في نصف النهائي من كأس إيطاليا وخرج في مرحلة المجموعات من دوري أبطال أوروبا وكان في مجموعة حامل اللقب بروسيا دورتموند. حصل بوفون على لقب له «سوبرمان» خلال ذلك الموسم، عندما تصدى لركلة جزاء نفذها مهاجم إنتر ميلان وحامل الكرة الذهبيه رونالدو دا ليما. أحتفل بوفون بـ التصدي من خلال أظهار لمشجعين بارما قميص سوبرمان والذي كان يرتديه تحت قميصه. أيضاً هذا اللقب كان يشير لقدرة بوفون في خفه حركته وقدرته في الطيران لتصدي الكور.
في موسمه الرابع مع النادي، فاز بوفون بأول لقب أوروبي له وهو كأس الاتحاد الأوروبي، استطاع الحفاظ على شباك نظيفه في المباراة النهائية ضد مارسيليا التي أنتهت بفوز بارما 3–0. كما فاز أيضاً بكأس إيطاليا مع النادي في ذلك الموسم ولعب بارما النهائي أمام فيورنتينا وإنتهى مجموع مباراتي الذهاب والإياب 3–3 ولكن فاز بارما باللقب بعد تسجيله هدفين على أرض فيورنتينا. أنهى بارما الدوري في المركز الرابع والذي سمح لوصول بارما إلى جولة فاصلة للتأهل لدور المجموعات في دوري أبطال أوروبا، أداء بوفون في ذلك الموسم جعله يكسب جائزة أفضل حارس مرمى في الدوري الإيطالي للدرجة الأولى، كذلك جائزة برافو كأفضل لاعب تحت سن 23 في أوروبا. أيضاً حصل على المركز الخامس في التصنيف العالم الاتحاد الدولي لتاريخ وإحصاءات كرة القدم لحراس المرمى، أيضاً تشرح لجائزة الكرة الذهبيه لأول مره.
في الموسم التالي، فاز بأول لقب كأس سوبر إيطالي أمام حامل لقب الدوري الإيطالي للدرجة الأولى ميلان، وأنهى بارما في المركز الرابع في دوري الدرجة الأولى، في دوري أبطال أوروبا خسر أمام رينجرز البرتغالي في المباراة فاصلة المؤهلة لدور المجموعات. خرج بارما من كأس الاتحاد الأوروبي من دور 16 أمام فيردر بريمن (المجموع 2–3) وأيضاً خرج من دور 16 في كأس إيطاليا أمام كالياري 2–3.
في موسم 2000–2001، ساعد بوفون بقيادة بارما إلى نهائي آخر في كأس إيطاليا، لكن هزموا على يد فيورنتينا (المجموع 1–2). أيضاً أقصي فريقه في دور 16 في كأس الاتحاد الأوروبي أمام آيندهوفن الهولندي (المجموع 4–4)، لكن أنهى بارما أيضاً في المركز الرابع في الدوري الإيطالي للدرجة الأولى للمرة الثالثة على التوالي، مما سمح لهم بخوض جولة فاصلة للتأهل لدور المجموعات في دوري أبطال أوروبا. فاز بوفون للمرة الثانية في تاريخه آنذاك على جائزة أفضل حارس في الدوري الدرجة الأولى الإيطالي، أيضاً حصل على المركز الثالث في تصنيف أفضل حراس المرمى في العالم الاتحاد الدولي لتاريخ وإحصاءات كرة القدم.
في صيف 2001، تم بيع بوفون إلى يوفنتوس الإيطالي في قيمة قياسية وأصبح بوفون خلالها أغلى حارس مرمى عبر التاريخ حيث دفع يوفنتوس 100 مليون ليرة إيطالية لبارما (51.6 مليون يورو) وجزء من قيمة الانتقال أنتقل جوناثان باتشيني إلى بارما.

### يوفنتوس

#### 2001–2004: بداية الهيمنة
أنتقل بوفون من بارما إلى يوفنتوس في صيف عام 2001 بقيمة 52 مليون يورو، وأنتقل أيضاً زميله في بارما ليليان تورام إلى يوفنتوس، أستلم بوفون قميص برقم 1 كحارس مرمى أساسي ليحل محل الحارس الهولندي أدوين فان در سار الذي تم بيعه إلى فولهام. بوفون قبل انتقاله إلى يوفنتوس كان هناك إحتمالاً أولياً للإنضمام إلى روما، لكن روما وقع مع إيفان بيليتزولي بدلاً من التعاقد مع بوفون، على الرغم أن هناك مفاوضات جدية من برشلونة للتعاقد معه، لكنه أختار يوفنتوس لأن والده أقنعه بأن من المرجح أن يحقق مع يوفنتوس طموحه وهو الفوز بلقب الدوري الإيطالي. تُعد صفقة بوفون إلى يوفنتوس هي أغلى صفقة في تاريخ النادي من أي وقت مضى، ولكن الرقم تم تحطيمه في 2016 بعد التعاقد مع غونزالو هيغواين.
لعب بوفون أول مباراة له مع يوفنتوس في الدوري الإيطالي لكرة القدم 2001–02، في 26 أغسطس 2001، استطاع الحفاظ على نظافة الشباك في مباراة الفوز 4–0 على ضيفه نادي فينيزيا في المباراة الافتتاحية للدوري الإيطالي الدرجة الأولى في ذلك الموسم. واستطاع الحفاظ على شباكه لجولتين أخرى ولكن بعد ذلك استطاع ماسيمو مارازينا بهز شباك بوفون ولكن حقق بوفون مع فريقه فوزاً 3–2 أمام كييفو فيرونا في الجولة الرابعة من البطولة. لعب أول مباراة له في [[دوري أبطال أوروبا في 18 سبتمبر، بعد فوز فريقه 3–2 على أرضه أمام نادي سلتيك. في أول موسم له مع يوفنتوس، ظهر بوفون في 45 مباراة رسمية مع يوفنتوس، مما ساعد فريقه بالحصول على لقب الدوري الإيطالي للدرجة الأولى، كما أنهى يوفنتوس الموسم كأفضل فريق دفاعي في إيطاليا، مع بوفون دخل 22 هدفاً في 34 مباراة في مرمى يوفنتوس ببطولة الدوري. أنهى يوفنتوس أيضاً بطولة كأس إيطاليا كوصيف لنادي بوفون السابق بارما، بوفون لم يشارك في المباراة النهائية وشارك فقط في مرة واحدة بهذه البطولة. أقصي فريقه في دوري أبطال أوروبا بمرحلة المجموعات الثانية. على الرغم من تعرضه للانتقادات من وسائل الإعلام في بداية الموسم بسبب بعض الأخطاء، ولا سيما في مباراة ضد كييفو فيرونا، حصل بوفون على جائزة أفضل حارس مرمى في الدوري الإيطالي للمرة الثالثة نظراً لأدائة الرائع، أيضاً تم ترشيحه ليكون من ضمن أفضل تشكيلة في السنة ولكن خسره لصالح رشدي رتشبر.
في بداية موسم 2002–2003 فاز مع يوفنتوس بكأس السوبر الإيطالي أمام بارما. لعب بوفون 47 مباراة في جميع المسابقات مع يوفنتوس، منها 32 كانت في دوري الدرجة الأولى الإيطالي وساعد يوفنتوس بالوصول إلى نهائي دوري أبطال أوروبا ولكن خسر فريقه بركلات الترجيح أمام ميلان بعد إنتهاء الوقت الأصلي والإضافي 0–0، نجح بوفون بالتصدي لركلتي جزاء ولكن فاز ميلان بركلات الترجيح 3–2. لكن رغم خساره فريقه اللقب تلقى بوفون الثناء على أدائه، بوفون في تلك المباراة استطاع تصدي من وحي الخيال حيث سدد فيليبو إنزاغي كرة رأسية قريبة من المرمى خلال المباراة النهائية. بوفون أيضاً في نصف النهائي أنقذ كرة ثابتة من لويس فيغو في مباراة الإياب من دور نصف النهائي ضد حامل اللقب ريال مدريد، في تورينو. تقدم اليوفي للمباراة النهائية بعد الفوز 4–3 في مجموع المباراتين. تمكن يوفنتوس بالفوز بلقب الدوري الإيطالي للمرة الثانية على التوالي، وأنهى يوفنتوس الدوري أيضاً كأفضل خط دفاع مرة أخرى، كما دخل في مرمى بوفون 23 هدفاً في 32 مباراة. في عام 2003، حصل بوفون على جائزة أفضل حارس مرمى في الدوري الإيطالي للمرة الرابعه في مسيرته. كما أصبح الحارس الوحيد الذي يحقق جائزة أفضل لاعب في دوري أبطال أوروبا في ذلك العام. كما فاز بجائزة أفضل حارس مرمى في أوروبا، وتم اختياره في فريق العام للمرة الأولى، أيضاً كان أفضل حارس مرمى في العالم حسب الاتحاد الدولي لتاريخ وإحصاءات كرة القدم للمرة الأولى في مسيرته. رشح بوفون أيضاً لجائزة الكرة الذهبية 2003 وحصل على المركز التاسع.
بدأ بوفون موسم 2003–04 مع يوفنتوس بفوزه على ميلان بركلات الترجيح في كأس السوبر الإيطالي عام 2003، بوفون أنقذ ركلة جزاء في ركلات الترجيح بعد إنتهاء الأوقات الأصلية والإضافية بنتيجة التعادل 1–1. أقصي يوفنتوس في دور 16 من دوري أبطال أوروبا في ذلك الموسم أمام ديبورتيفو لاكورونيا وأنهى فريقه الدوري بشكل مخيب للآمال حيث جاء في المركز الثالث، على الرغم من أن فريقه تمكن من الوصول إلى نهائي كأس إيطاليا ولكن خسر اللقب أمام لاتسيو. لعب بوفون مباراته رقم 100 في ذلك الموسم مع يوفنتوس يوم 30 سبتمبر 2003 في الفوز 2–1 على أولمبياكوس في مرحلة المجموعات من دوري أبطال أوروبا. أيضاً تم اختياره من قبل بيليه كأحد أعظم 125 لاعبي كرة القدم في مارس 2004، لكن لم يحقق جائزة أفضل حارس مرمى في إيطاليا التي ذهبت إلى حارس مرمى ميلان ديدا، أنتخب مرة أخرى لجائزة حارس مرمى العام وأفضل حارس في العالم حسب الاتحاد الدولي لتاريخ وإحصاءات كرة القدم. أيضاً تم ترشيحه لجائزة أفضل لاعب في العالم عام 2004 وجاء في المركز ال21 بجانب مواطنه باولو مالديني.

#### 2004–2006: الكالتشيو بولي والهبوط
في صيف 2004، غادر مارتشيلو ليبي يوفنتوس ليتولى تدريب المنتخب الأول الإيطالي وحل محله الإيطالي فابيو كابيلو. في موسمه الرابع مع النادي، لعب بوفون 38 مباراة في الدوري الإيطالي و48 مباراة في جميع المسابقات في ذلك الموسم كما فاز بلقب الدوري الإيطالي لثالث مرة خلال أربع سنوات مع يوفنتوس، وفاز أيضاً مرة أخرى بجائزة أفضل حارس مرمى في إيطاليا للمرة الخامسة في تاريخه. خرج يوفنتوس في دور ربع النهائي من دوري أبطال أوروبا أمام ليفربول الذي فاز بلقب البطولة في نهاية المطاف، في عام 2005، تم ترشيح بوفون لفريق العام للسنة الرابعة على التوالي.
في أغسطس 2005، أصطدم بوفون مع لاعب خط وسط ميلان كاكا في مباراة كأس لويجي برلوسكوني ما قبل الموسم الكروي وتعرض لخلع في الكتف، والتي تطلبت عملية جراحية، وأبعدته عن خوض مباراة كأس السوبر الإيطالي والتي خسرها فريقه أمام إنتر ميلان عام 2005 بنتيجة 1–0. وبعد عملية جراحية ناجحه، عاد بوفون إلى التشكيلة الأساسية في نوفمبر، ولكن عانى من إصابة أخرى، التي أبعدته مرة أخرى حتى يناير. قام يوفنتوس بإستعارة حارس مرمى ميلان كريستيان أبياتي من أجل ملء الفراغ الذي تركه بوفون. عاد بوفون إلى تشكيلة نادي يوفنتوس في نوفمبر، ولكن الإصابات أعاقته مرة أخرى حتى يناير. نجح بوفون في التعافي بالوقت المناسب لمساعدة يوفنتوس بالفوز بلقب الدوري الإيطالي للمرة الثانية على التوالي وللمرة الرابعة في مسيرته، عاد إلى التشكيلة الأساسية في يناير عام 2006 في مباراة كأس إيطاليا ضد فيورنتينا. يوفنتوس أقصي من دور ربع النهائي مرة أخرى في دوري أبطال أوروبا أمام وصيف البطولة آنذاك آرسنال، وفي دور ربع النهائي خرج يوفنتوس من بطولة كأس إيطاليا أمام روما. اختير بوفون كأفضل حارس مرمى في العالم للمرة الثالثة في مسيرته حسب الاتحاد الدولي لتاريخ وإحصاءات كرة القدم وأفضل حارس مرمى في إيطاليا للمرة السادسة في تاريخه. جاء بوفون في المركز الثاني عام 2006 في جائزة الكرة الذهبيه والمركز الثامن كأفضل لاعب في العالم وحقق زميله الإيطالي فابيو كانافارو بكلتا الجائزتين، اختير الحارس كأفضل حارس في كأس العالم 2006 ودخل من ضمن تشكيلة الفيفا لعام 2006 وأفضل فريق في أوروبا للمرة السادسة على التوالي. بوفون لعب مباراته رقم 200 في ذلك الموسم ولكن هزم في تلك المباراة 2–0 على يد آرسنال في دور ربع نهائي دوري أبطال أوروبا.
في 12 مايو 2006، العديد من اللاعبين، بما في ذلك بوفون، أتهم بالمشاركة في المراهنات غير المشروعة على مباريات الدوري الإيطالي. بوفون تم إستجوابه من قبل قضاة التحقيق في تورينو. بوفون أعترف بأنه قام بالمراهنات على المباريات التي كانت خارج إيطاليا ولكنه توقف عن فعل ذلك بعد عام 2005 حيث صدر قرار بمنع اللاعبين من المراهنات، نفى الحارس الإيطالي بشدة على القيام برهانات على مباريات كرة القدم الإيطالية. على الرغم من المخاوف التي قد تعرض مشاركته في اللعب لإيطاليا للخطر في كأس العالم 2006، تم اختياره ضمن حراس مرمى المنتخب يوم 15 مايو وكان هو الحارس الأساسي في البطولة وساعد إيطاليا بالفوز بلقب البطولة للمرة الرابعة في تاريخ المنتخب الإيطالي. تم تبرئة بوفون رسمياً من كل الإتهامات من قبل الاتحاد الإيطالي لكرة القدم يوم 27 يونيو 2007. بعد عقوبة يوفنتوس في فضيحة الكالتشيوبولي، الذي تم تجريد فريقه في آخر بطولتين دوري حصل عليها وتم تهبيط الفريق إلى الدوري الإيطالي الدرجة الثانية مع خصم 9 نقاط من رصيد يوفنتوس في بطولة الدرجة الثانية، سرت إشاعات بأن بوفون سوف يتم وضعه في سوق الانتقالات ويرحل عن الفريق. لكن أختار بوفون البقاء مع يوفنتوس، على الرغم من هبوط الفريق، وهو القرار الذي جعل له شعبية أكثر بكثير مع مشجعي يوفنتوس.

#### 2006–2011: بطل دوري الدرجة الثانية الإيطالي، والعودة إلى دوري الدرجة الأولى وصراعات ما بعد الكالتشيو بولي
خلال موسم 2006–2007، ظهر بوفون لأول مرة في الدوري الدرجة الثانية الإيطالية في مباراة خارج ملعبه ضد نادي ريميني يوم 9 سبتمبر 2006 والتي إنتهت بالتعادل الإيجابي 1–1؛ في وقت لاحق من ذلك العام، حصل أيضاً على أول بطاقة حمراء في مسيرته في مباراة التعادل ضد البينوليفي 1–1 يوم 18 نوفمبر. في المجموع لعب 37 مباراة في الدوري طوال الموسم. بعد فوز يوفنتوس بلقب دوري الدرجة الثانية، صعد يوفنتوس إلى دوري الدرجة الأولى الإيطالي لموسم 2007–08، وقع بوفون على عقد التمديد مع يوفنتوس حتى 2012. 

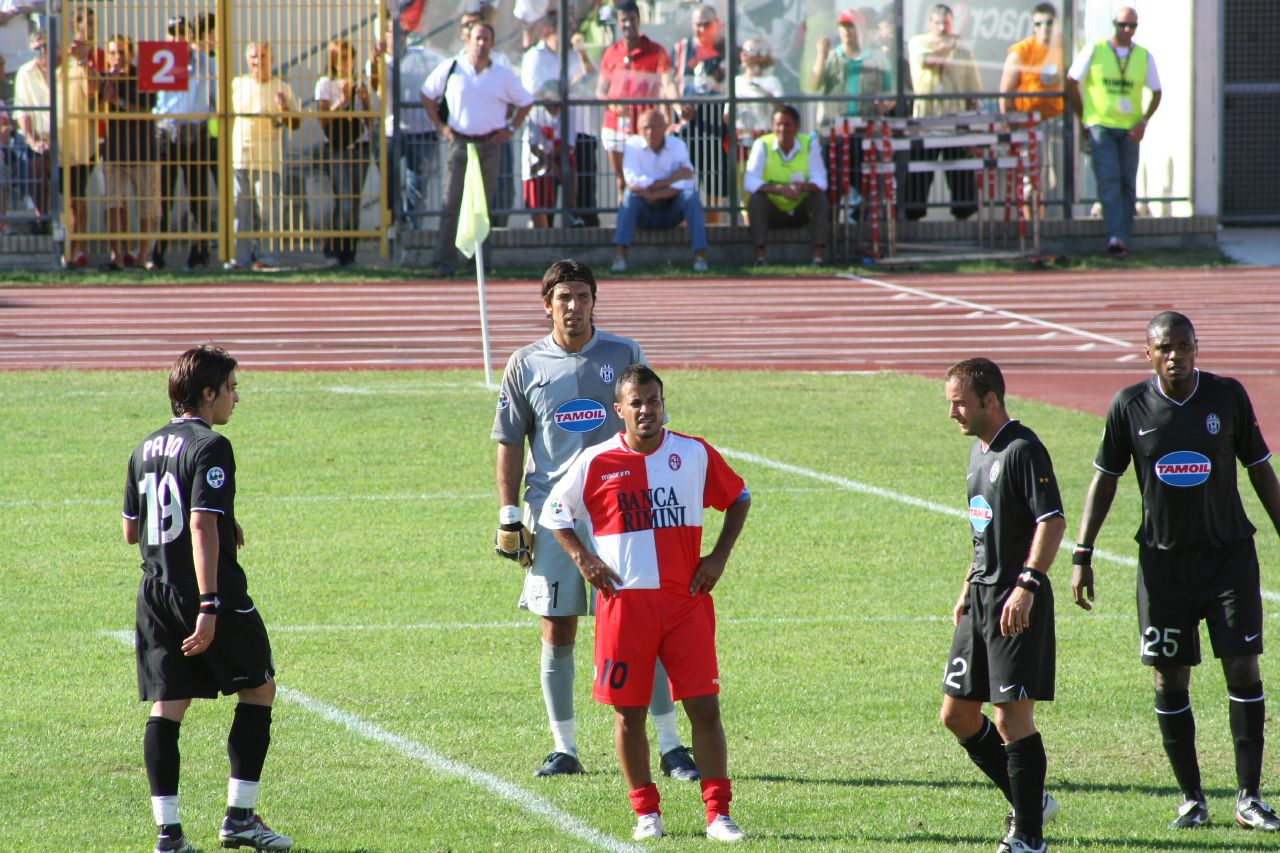
بوفون (في الخلف) خلال أول ظهور في الدوري الإيطالي الدرجة الثانية ضد نادي ريميني كالتشيو

 أنتخب بوفون كأفضل حارس من قبل الفيفا عام 2007 للسنة الثانية على التوالي، وأفضل حارس في العالم الاتحاد الدولي لتاريخ وإحصاءات كرة القدم للمرة الرابعة (رقم قياسي).
كان بوفون لاعباً رئيسياً ليوفنتوس في موسم 2007–08، في أول ظهور ليوفنتوس في الدرجة الأولى بعد الهبوط، كما أنه ساعد يوفنتوس في إنهاء الدوري بالمركز الثالث والتأهل إلى دوري أبطال أوروبا. يوفنتوس خسر أمام الوصيف إنتر ميلان في كأس إيطاليا بدور ربع النهائي.بوفون استطاع للتصدي إلى 94 كرة في 34 مباراة في الدوري. بوفون حصل على جائزة أفضل حارس مرمى في الدوري الإيطالي في ذلك العام للمرة السابعة في مسيرته. رشح بوفون أيضاً لجائزة الكرة الذهبية في عام 2008 للمرة السادسة على التوالي في مسيرته مُنذ عام 2003، جائزة أفضل لاعب في العالم. خلال ذلك الموسم، بدأ بوفون يعاني من مشاكل في ظهره والناجمة عن إنزلاق غضروفي، والتي أبعدته كثيراً عن الملاعب. في 10 مارس 2008، جدد بوفون عقده حتى عام 2013، معرباً عن رغبته في الفوز بكل شيء مع النادي.
في موسم 2008–09، بوفون غاب مرة أخرى بسبب الإصابات. من سبتمبر حتى يناير، الحارس المرمى الاحتياطي الكسندر مانينجر كان هو بديله وقد حصل على الثناء عندما حل محل بوفون. نظراً لإصابات بوفون المتكررة، مانينجر قدم أداء جيد مع يوفنتوس ولكن مع قرب نهاية الموسم كان أداءه هو والفريق ضعيف (بوفون كان ينظر بنظرة يأس عندما تعادل الفريق مع ليتشي وأتالانتا)، كانت هناك شائعات حول بوفون أن بوفون مستاءًا وأراد من إدارة النادي التدخل فوراً. وقد أعترف بنفسه أنه يشعر بخيبة أمل في النتائج الحالية، لكنه أكد أن ليس لديه أي نية لمغادرة الفريق. بعد نقاش مع الإدارة، اطمأن بوفون على مستقبلة مع الفريق ووقع عقد التمديد حتى عام 2013. أنهى بوفون ويوفنتوس الموسم بنبرة قوية مع إثنين من الانتصارات، وإنهاء الدوري في المركز الثاني خلف إنتر ميلان. كما خرج من كأس إيطاليا في دور نصف النهائي ضد الذي فاز باللقب لاتسيو والخروج في دور 16 من دوري أبطال أوروبا أمام تشيلسي. رُشح بوفون لجائزة أفضل لاعب في العالم لعام 2009 للموسم السادس على التوالي منذ أول ترشيح له في عام 2003. لعب بوفون مباراته رقم 300 مع يوفنتوس ولكن في تلك المباراة سقط فريقه في فخ التعادل على أرضه 3–3 أمام كييفو عام 2009.
بدأ يوفنتوس وبوفون موسم 2009–10 بقوة، على الرغم من أن الفريق عانى من تراجع حاد في المستوى كما خرج من دوري أبطال أوروبا، حيث احتل في المركز الثالث في مجموعته. أقصي فريقه لاحقاً في دور 16 من الدوري الأوروبي ضد فولهام. خرج يوفنتوس من دور ربع النهائي من كأس إيطاليا من بطل الدوري في نهاية المطاف إنتر ميلان، وإنهى الدوري بالمركز السابع في شكل مُخيب للآمال، تأهل فريقه إلى الجولات الفاصلة المؤهلة لدور المجموعات في الدوري الأوروبي موسم 2010–2011. غالبية ذلك الموسم غاب عنها بوفون، بسبب تلك الإصابات المُتكررة. في عام 2010، تم إنتخاب بوفون كأفضل حارس مرمى في العقد من قبل الاتحاد الدولي لتاريخ وإحصاءات كرة القدم.
بوفون لم يلعب في النصف الأول من موسم 2010–11 حيث كان يتعافى من جراحة بعد إصابته خلال نهائيات كأس العالم 2010، وقد حل محله الحارس الاحتياطي الجديد، ماركو ستوراري. خرج يوفنتوس من مرحلة المجموعات في الدوري الأوروبي، وكأس إيطاليا في دور ربع النهائي وأنهى الدوري في المركز السابع، وفشل في التأهل للبطولات الأوروبية، لأول مرة مُنذ موسم 1990–91.

#### 2011–2014: عهد جديد من الهيمنة في دوري الدرجة الأولى الإيطالي
خلال موسم 2011–2012 تحت قيادة مدربه الجديد ولاعب خط وسط ناديه في السابق أنطونيو كونتي، عاد يوفنتوس مرة أخرى للهيمنة على الدوري الإيطالي وعاد بوفون إلى شكله الطبيعي في المستوى، وتصدى للعديد من الكور طوال الموسم، بما في ذلك تصدي لركلة جزاء من فرانشيسكو توتي، الذي مكن يوفنتوس من تحقيق تعادل حاسم ضد روما خارج أرضه. مستوى بوفون كان على ما يرام بعد نهاية النصف الأول من الموسم وشهد أيضاً على انتخابه كأفضل لاعب في الشهر في يوفنتوس بشهر ديسمبر 2011 بتصويت المشجعين. بوفون حافظ على شباكه نظيفة للمرة 15 في الموسم بعد الفوز بالديربي على إنتر ميلان. مستوى بوفون في تلك المباراة جعل الأصوات حول أن بوفون أفضل حارس في إيطاليا وفي العالم تعود مُجدداً. أنهى يوفنتوس بطولة الدوري بدون أي هزيمة، والفوز بلقب الدوري الإيطالي مُنذ فضيحة الكالتشيوبولي، والتأهل إلى دوري أبطال أوروبا 2012–13 بعد غياب لمدة عامين، وصف بوفون بأنها ثاني أفضل لحظة في مسيرته، بعد الفوز بكأس العالم 2006.
بوفون أنهى الدوري بـ21 مباراة دون استقبال أي هدف، وتلقى شباكه 16 هدف فقط من 35 مباراة (بمعدل 0.46 هدف في المباراة الواحدة) كما أن يوفنتوس أصبح يملك في ذلك الموسم ثاني أفضل خط دفاع في أوروبا، بعد بورتو. بوفون تصدى لـ81 فرصة في الدوري هذا الموسم بنسبة 82% أعلى من أي حارس مرمى يلعب في واحدة من خمس بطولات الدوري الكبرى في أوروبا. أدرج بوفون في تشكيلة الدوري الدرجة الأولى الإيطالي لموسم 2011–2012 نظراً لأدائه. كما تأهل يوفنتوس لنهائي كأس إيطاليا هذا الموسم، على الرغم من أن بوفون لم يلعب في هذه البطولة.

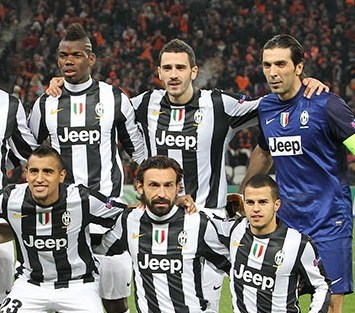
بوفون يلعب ليوفنتوس في موسم 2012–13

في 11 أغسطس 2012، رفع بوفون أول لقب له بصفته قائد يوفنتوس الجديد، بعد رحيل زميله أليساندرو ديل بييرو. يوفنتوس هزم نابولي 4–2 في الوقت الإضافي بكأس السوبر الإيطالي 2012 في بكين. عانى بوفون لإصابة طفيفة وغاب عن أول مباراة في دوري الدرجة الأولى الإيطالي من موسم 2012–2013 ضد بارما في 25 أغسطس 2012. عاد إلى التشكيلة الأساسية في مباراة ضد أودينيزي في أوديني يوم 2 سبتمبر، قائد الفريق حقق فوزاً مع فريقه بنتيحة 4–1. وفي 20 سبتمبر في أول مباراة بدوري أبطال أوروبا ليوفنتوس في ذلك الموسم ضد حامل اللقب تشيلسي، لعب بوفون مباراته رقم 400 مع يوفنتوس، إنتهت المباراة بنتيجة التعادل 2–2. بوفون خرج في أول مباراة بشباك نظيفه كانت أمام كييفو في 22 سبتمبر على أرضه أمام كييفو.
رشح بوفون لعام 2012 لجائزة الكرة الذهبية ولتشكيلة العام في أوروبا لعام 2012. بوفون خرج في أول مباراة دون تلقى أي هدف في دوري أبطال أوروبا، ضد نورشيلاند، في 7 نوفمبر في المباراة التي فاز بها يوفنتوس 4–0 في ملعب يوفنتوس أرينا. أيضاً أحتفظ بشباك نظيفه في فوز يوفنتوس ضد حامل اللقب تشيلسي 3–0 على أرضه، وشاختار دونيتسك 1–0 خارج ملعبه، في تلك المباراة ظهر بوفون في مشاركته رقم 100 في البطولات الأوروبية. يوفنتوس تصدر مجموعته، وتقدم إلى مرحلة خروج المغلوب للمرة الأول مُنذ 2008–2009.
حافظ بوفون على شباكه نظيفه في كأس إيطاليا 1–0 في الفوز على كالياري، مما سمح ليوفنتوس التقدم إلى دور ربع النهائي من البطولة. في 16 ديسمبر، فاز يوفنتوس 3–0 على أتلانتا مما سمح ليوفنتوس أن يكون يحصل على لقب غير رسمي وهو بطل الشتاء في الدوري الإيطالي، مع أفضل خط دفاع في الدوري الإيطالي، حيث لم يدخل في مرماه سوى 10 أهداف في 17 مباراة. أيضاً بوفون حافظ على شباكه في 20 مباراة في عام 2012، أكثر من أي حارس مرمى آخر في أوروبا. وقد تم إختيار بوفون كثاني أفضل حارس مرمى في العالم حسب الاتحاد الدولي لتاريخ وإحصاءات كرة القدم، خلف إيكر كاسياس، أيضاً تم اختياره كأفضل حارس في القرن من المنظمة نفسها. في 23 يناير 2013، وقع بوفون على تمديد عقده حتى عام 2015، في 27 يناير 2013، تم منح بوفون جائزة أفضل حارس في الدوري الإيطالي للمرة الثامنة في مسيرته. يوفنتوس أنهى ذلك الموسم بلقب الدوري الإيطالي وأنهى الدوري كأفضل خط دفاع في البطولة، حيت تلقى بوفون 19 هدف فقط. بوفون رفع أول بطولة الدوري الإيطالي كقائد للفريق. أقصي يوفنتوس من لاتسيو في دور نصف النهائي والذي فاز بنهاية المطاف بالبطولة، وأقصي في دور ربع النهائي من دوري أبطال أوروبا من بطل المسابقة في ذلك الموسم بايرن ميونخ.
في 18 أغسطس 2013، بدأ يوفنتوس حملة الدفاع عن لقبه السوبر الإيطالي في موسم 2013–2014، في ملعب أولمبيكو في روما. يوفنتوس هزم لاتسيو 4–0، وخرج بوفون من المباراة محافظاً على شباك نظيفه للمرة الأولى في البطولة. بوفون تلقى إشادة في تلك المباراة لتصديه لعدة هجمات. في 24 نوفمبر، لعب بوفون المباراة رقم 500 في الدوري الإيطالي، وكانت أمام ليفورنو الذي حقق يوفنتوس الفوز بها 2–0 وخرج بوفون بشباك نظيفة. في 6 ديسمبر بوفون حسن سجله الشخصي السابق والذي كان 568 دقيقة دون أي هدف في الدوري الإيطالي. حيث تعرض بوفون أخيراً لهدف يهز مرماه عن طريقه ماكسيميليانو موراليس في الفوز 4–1 على أتلانتا، بعد أن واصل 745 دقيقة دون أن يدخل في مرماه أي هدف في الدوري الإيطالي، بهذا العدد من الدقائق استطاع مُعادلة رقم الحارس لوكا ماركيجياني. رشح بوفون لعام 2013 لتشكيلة العام من الفيفا وجائزة الكرة الذهبيه لعام 2013.
في عام 2013، كان اسم مرة أخرى ثاني أفضل حارس مرمى في العالم من قبل الاتحاد الدولي لتاريخ وإحصاءات كرة القدم، خلف مانويل نوير. أدائه أكسبه جائزة لاعب الشهر في يوفنتوس لشهر ديسمبر عام 2013. في 16 مارس 2014، تصدي بوفون لركلة الجزاء رقم 20 في مسيرته في الفوز على مضيفه جنوى 1–0، في تلك المباراة عادل بوفون رقم الحارس السابق ليوفنتوس دينو زوف 476 مباراة مع يوفنتوس. رفع بوفون لقب دوري الدرجة الأولى الإيطالي باللقب للعام الثالث على التوالي، وبطولة الدوري رقم 30 لفريقه.
خلال موسم 2013–2014، يوفنتوس حقق رقم قياسي وهو الحصول 102 نقطة في الدوري الإيطالي و33 فوز في البطولة، وأنهى يوفنتوس بأفضل خط دفاع في الدوري، ولكن مرة أخرى. بوفون نجح بتصدي لـ89 فرصة و18 مباراة بدون أي هدف في مرماه خلال 33 مباراة في الدوري الإيطالي ودخل مرماه 19 هدفاً فقط. أقصي يوفنتوس من دور المجموعات من دوري أبطال أوروبا، على الرغم من تمكنه في وقت لاحق بالوصول إلى نصف نهائي الدوري الأوروبي، إلا أنه خسر في نهاية المطاف من بنفيكا البرتغالي. اختير بوفون كجزء من فريق البطولة بسبب أدائه طوال البطولة 2013–2014. في 1 يوليو 2014، وقع بوفون على تمديد عقده التي من شأنها تبقيه في النادي حتى 2017.

#### 2014–2015: نهائي دوري أبطال أوروبا الثاني وأول كأس إيطاليا
في صيف 2014، المدرب أنتونيو كونتي قرر ترك يوفنتوس ليستلم زمام الأمور في المنتخب الإيطالي، مدرب ميلان السابق، ماسيميليانو أليغري، تم اختياره كبديل للمدرب السابق. أفتتح يوفنتوس الموسم 2014–2015 بفوز 1–0 على مضيفه كييفو، مع خروجه بشباك نظيفة. في 27 سبتمبر تصدى بوفون لركلة جزاء من جيرمان دينيس في الفوز 3–0 على مضيفه أتلانتا، مما ساعد يوفنتوس على الحفاظ على شباكه للمرة الخامسة على التوالي في الدوري الإيطالي ولكن بعد ذلك تلقى هدفاً في مرماه عن طريق ركلة جزاء من فرانشيسكو توتي في فوز يوفنتوس 3–2 على ضيفه روما يوم 5 أكتوبر بعد أن بقى 616 دقيقة دون أي هدف هذا الموسم. بما في الموسم السابق استطاع بوفون الحفاظ على شباكه لمدة 801 دقيقة دون أن يدخل في مرماه أي هدف في الدوري. هذا السجل استطاع خلاله تجاوز دينو زوف وسيباستيانو روسي. في 29 أكتوبر، لعب بوفون مباراته رقم 500 مع يوفنتوس في خسارة فريقه 1–0 أمام جنوى خارج أراضي فريقه يوفنتوس. في 1 نوفمبر 2014، لعب بوفون المباراة رقم 400 في الدوري مع يوفنتوس (37 كانت في دوري الدرجة الثانية و363 مباراة في الدرجة الأولى)، عندما حافظ على شباكه أمام
إمبولي في الفوز عليه 2–0. في 24 نوفمبر، رشح بوفون لعام 2014 لتشكيلة السنة من الفيفا للمرة العاشرة وهو رقم قياسي لحارس مرمى. حالياً هو الحارس الوحيد الذي تم ترشيحه للجائزة كل عام مُنذ إنشائها 2005. في الأسبوع نفسه رشح بوفون أيضاً لفريق السنة في أوروبا.

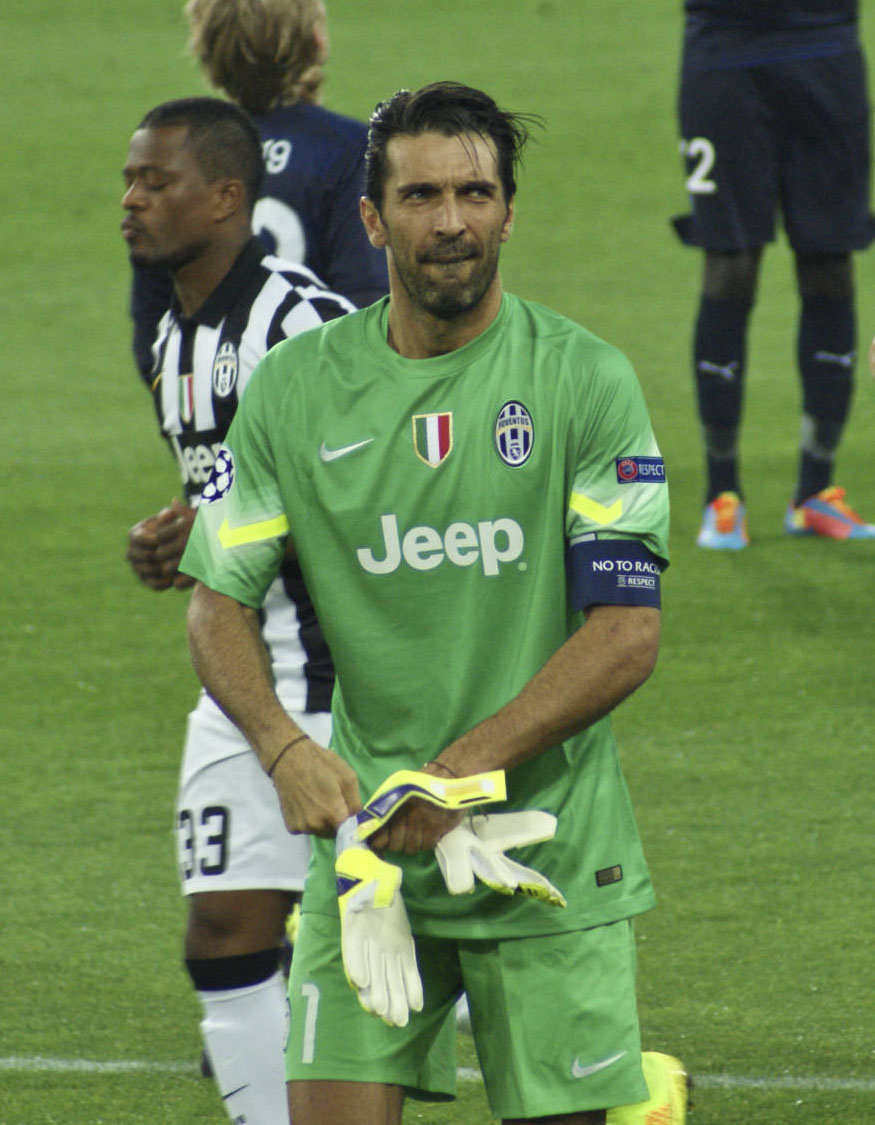
بوفون يلعب ليوفنتوس في 2014.

في 15 ديسمبر 2014، اختير بوفون كأفضل حارس في الدوري الإيطالي للسنة التاسعة في تاريخه، واختير من ضمن تشكيلة السنة في الدوري الإيطالي لعام 2014. في 22 ديسمبر، هُزم يوفنتوس أمام نابولي في كأس السوبر الإيطالي 2014 بركلات الترجيح 6–5 بعد التعادل 2–2 بعد الوقت الأصلي والإضافي. على الرغم من أن بوفون تصدي للعديد من الهجمات خلال المباراة، وتمكن من تصدي لثلاث ركلات جزاء في ركلات الترجيح، وكان غير قادر على منع فريقه من خسارة اللقب. بوفون جاء في المركز الرابع في تصنيف الاتحاد الدولي لتاريخ وإحصاءات كرة القدم لأفضل الحراس في العالم حيث جاء خلف مانويل نوير، تيبو كورتوا وكيلور نافاس. كان هذا العام ال15 على التوالي الذي يكون بوفون فيه من ضمن أفضل 5 حراس مرمى في العالم. في 2 مارس 2015، عادل بوفون رقم غايتانو شيريا بعدد المباريات التي لعبها في يوفنتوس في الدوري الإيطالي، يأتي الحارس الإيطالي وراء زميله أليساندرو ديل بييرو. في وقت لاحق تجاوز رقم شيريا يوم 14 مارس، حيث لعب مباراته رقم 378 في الدوري الإيطالي في الفوز على مضيفه باليرمو. بعد الحفاظ على شباك نظيفة في مباراة الإياب من دوري أبطال أوروبا في دور ربع النهائي ضد موناكو يوم 22 أبريل، تفوق بوفون على ديدا وحصل على المركز الرابع كأكثر حارس يحافظ على نظافة على شباك مرماه في تاريخ دوري أبطال أوروبا بـ 36 مرة. في 26 أبريل، ظهر بوفون في مباراته رقم 528 مع يوفنتوس في جميع المسابقات، أي ما يُعادل عدد مباريات جوزيبي فورينو كأكثر لاعب لعباً للمباريات في تاريخ النادي. تفوق على رقم فورينو في 29 أبريل. وفي 2 مايو، حافظ بوفون على شباكه نظيفة في الفوز 1–0 على مضيفه سامبدوريا، كما فاز مع يوفنتوس باللقب الدوري الإيطالي للمرة الرابعة على التوالي. وفي 13 مايو، حصل بوفون على رجل المباراة عندما واجه يوفنتوس ضد ريال مدريد 1–1 في السانتياغو البيرنابيو في مباراة الإياب من دوري أبطال أوروبا بدور نصف النهائي، بوفون أهتزت شباكه بعد تسجيل كريستيانو رونالدو هدفاً عن طريق ركلة جزاء. أداء بوفون سمح لفريقه التقدم إلى المرحلة القادمة وهي نهائي دوري أبطال أوروبا وهي المرة الثانية التي يصل إلى النهائي في البطولة بعد 12 عام من آخر ظهور له. في 20 مايو فاز بأول لقب كأس إيطاليا له مع يوفنتوس، على الرغم من أنه لم يلعب أي مباراة في البطولة. في 23 مايو ظهر بوفون في مباراته رقم 900 طوال مسيرته وفي نفس تلك المباراة تصدى بوفون لركلة جزاء سددها لورينزو إنسيني في الفوز 3–1 على ضيفه نابولي في الدوري الإيطالي.
يوم 6 يونيو 2015، بوفون قاد يوفنتوس في نهائي دوري أبطال أوروبا 2015 باسم مدينة تورينو ولكنه هُزم من برشلونة 3–1 في ملعب الأولمبي في برلين. بوفون كان أكثر من تصدى للكور طوال البطولة بـ 39 تصدي، وأبقى شباكه نظيفه في 6 مباريات، جنباً إلى جنب مع دانييل سوباشيتش، مانويل نوير ومارك أندير تير شتيجن. اختير في فريق موسم 2014–2015 لدوري أبطال أوروبا نظراً لأدائه طوال البطولة.
في 15 يوليو 2015، كان اسم بوفون من ضمن قائمة مختصرة بعشرة لاعبين لجائزة أفضل لاعب في أوروبا عام 2015. تصدي بوفون لتسديدة داني ألفيس في نهائي دوري أبطال أوروبا رشح أيضاً كأفضل تصدي في البطولة ولكن جاء في المركز الثالث حسب التصويت.

#### 2015–2016: الفوز بلقب الدوري الإيطالي للمرة الخامسة على التوالي ورقم قياسي في الدوري الإيطالي
في 8 أغسطس، أبقى بوفون شباكه نظيفة في هزيمة لاتسيو 2–0 وتوج فريقه يوفنتوس بلقب كأس السوبر الإيطالي للمرة السابعة ويُصبح رقم قياسي. وكان أيضاً هذا اللقب السادس لبوفون في هذه البطولة والخامس له مع يوفنتوس. في 12 أغسطس، أُعلن أن بوفون جاء في المركز الرابع في جائزة أفضل لاعب في أوروبا. بوفون حصل على جائزة لاعب الشهر في يوفنتوس موسم 2015–2016 في شهر سبتمبر من قبل تصويت المشجعين بعد سلسلة من الأداء العالي من الحارس الإيطالي. في 21 أكتوبر 2015، تفوق بوفون على سجل أليساندرو ديل بييرو في أكثر لاعب لعباً بعدد الدقائق في تاريخ يوفنتوس وبالتحديد كانت في الدقيقة 73 من مباراة يوفنتوس ضد بروسيا مونشنغدبلاخ التي إنتهت بنتيجة 0–0 والتي كانت على أرض يوفنتوس من ضمن مرحلة المجموعات من بطولة دوري أبطال أوروبا. في مباراة الإياب ضد بروسيا مونشنغدبلاخ في 3 نوفمبر، لعب بوفون المباراة رقم 100 في
دوري أبطال أوروبا، والتي إنتهت بالتعادل 1–1. وفي 21 نوفمبر، لعب بوفون المباراة رقم 552 مع يوفنتوس في الفوز 1–0 على ميلان، أي ما يُعادل شيريا كثاني أكثر لاعب لعباً في تاريخ النادي بجميع المسابقات، ويأتي خلف صاحب المركز الأول أليساندرو ديل بييرو. وفي الأسبوع التالي، رشح بوفون لفريق العام في أوروبا لعام 2015، كما جاء ظهوره للمرة 100 مع يوفنتوس في البطولات الأوروبية في الفوز 1–0 على ضيفه مانشستر سيتي في 25 نوفمبر. وفي اليوم التالي أدرج بوفون في قائمة مُختضرة مكونة من 55 لاعب مرشحين لتشكيلة العام 2015 المُقدمة من الفيفا، على الرغم من إبعاده عن قائمة المرشحين لجائزة الكرة الذهبيه لعام 2015. وفي 4 ديسمبر 2015، لعب بوفون مباراته رقم 400 في الدوري الإيطالي مع يوفنتوس في مباراة خارج الأرض ضد لاتسيو والتي فاز بها فريقه بنتيجة 2–0. بسبب أدائه الموسم السابق، اختير بوفون كأفضل حارس مرمى في الدوري الإيطالي للمرة العاشرة في تاريخه يوم 14 ديسمبر، أيضاً كان من ضمن أفضل تشكيلة في الدوري الإيطالي لعام 2015. وفي وقت لاحق من ذلك الشهر، كان اسمه واحد من المرشحين الثلاثة
لـ جائزة غلوب سوكر. وفي 6 يناير 2016، جاء بوفون في المركز الثاني كأفضل حارس مرمى في العالم لعام 2015 حسب الاتحاد الدولي لتاريخ وإحصاءات كرة القدم، مرة أخرى وراء مانويل نوير.
يوم 28 فبراير 2016، حافظ بوفون على شباكه نظيفة للمرة الثامنة على التوالي في الدوري الإيطالي في الفوز 2–0 على إنتر ميلان. في هذه المباراة، أصبح بوفون في المركز السادس من حيث الحفاظ على نظافة الشباك بعدد الدقائق ب746 دون أن يدخل في مرماه أي هدف في الدوري الإيطالي، متجاوزاً دي سانتيس وماركيجياني. وفي المباراة التي تلتها ضد أتلانتا يوم 6 مارس، مدد بوفون سجله الخالي من أي هدف حيث حافظ على شباكه في الفوز 2–0، وأيضاً إقترابه من معادلة الرقم القياسي في الدوري لدينو زوف وسيباستيانو روسي بعد محافظته للشباك ل9 مباريات على التوالي في الدوري الإيطالي دون أن يدخل في مرماه هدف واحد ب836 دقيقة دون أي هدف وأصبح من خلالها في المركز الثالث كأفضل رقم لم يتم كسره في الدوري الإيطالي في التاريخ، وأمامه فقط زوف وروسي. بوفون حطم رقم دينو زوف في الفوز 1–0 على ضيفه ساسولو يوم 11 مارس، وتحقيق رقم قياسي في الدوري بالحفاظ على نظافه الشباك ل10 مباريات على التوالي، وتمديد السجل في عدد الدقائق التي لم يدخل فيها مرماه أي هدف ب926 دقيقة وتبقى له ثلاث دقائق لكسر الرقم القياسي لحامل الرقم القياسي في تاريخ الدوري روسي، المرة الأخيرة التي أهتزت بها شباك بوفون كانت من قبل أنطونيو كاسانو في الدقيقة ال64 في الفوز 2–1 على سامبدوريا يوم 10 يناير 2016. بوفون تجاوز سجل روسي ب926 دقيقة في الفوز 4–1 على مضيفه وجاره تورينو يوم 20 مارس وقد انشأ بوفون رقماً قياسياً جديداً ب974 دقيقة متتالية دون أن يدخل في مرماه أي هدف. أندريا بيلوتي أخيراً هز شباك بوفون بعد تسجيله لركلة جزاء في الدقيقة 48 في المباراة نفسها.
في 24 أبريل، بوفون تصدى لركلة جزاء نيكولا كالينيتش في وقت متأخر من المباراة لتأمين نتيجة 2–1 لمصلحه فريقه في مباراة خارج الأرض ضد فيورنتينا، وهي الركلة الجزاء ال13 التي يتصدى لها بوفون في الدوري الدرجة الأولى الإيطالي. بعد هزيمة نابولي ضد روما في اليوم التالي. فاز يوفنتوس رسمياً بلقب الدوري الإيطالي للمرة الخامسة على التوالي رغم تبقى 3 مباريات على نهاية الدوري والتي ستكون مباراة تحصيل حاصل ليوفنتوس. بالإضافة إلى المساهمة في حسم اللقب وتسجيل رقم قياسي في أطول سلسلة دقائق يحافظ فيها على شباكه، أُشيد بوفون لقيادته، ودوره في تحفيز الفريق بعد الهزيمة ضد ساسولو 28 أكتوبر عام 2015، وفي وقت لاحق لم يُهزم يوفنتوس في 25 مباراة مُتتالية ليعود من المركز الثاني عشر بعد 10 مباريات للفوز باللقب. أداء بوفون كان عاملاً رئيسياً في الفوز بلقب الدوري، بوفون فاز بجائزة أفضل لاعب في يوفنتوس لشهر أبريل لعام 2016. وفي 11 مايو، مدد بوفون عقده مع النادي حتى نهاية موسم 2017–2018. وخلال موسم 2015–2016، بوفون تمكن من معادلة أفضل سجل شخصي له حيث حقق 21 كلين شيت في موسم واحد في الدوري، وتم إنتخابه كأفضل لاعب في يوفنتوس لهذا الموسم.
في 18 يوليو، أدرج بوفون ضمن قائمة مختصرة ل10 لاعبين لجائزة أفضل لاعب في أوروبا لعام 2016، وأنهى بوفون في هذه الجائزة في المركز السادس.

#### 2016–2017: رقم قياسي بتحقيق الدوري للمرة السادسة على التوالي ونهائي دوري أبطال أوروبا للمرة الثالثة

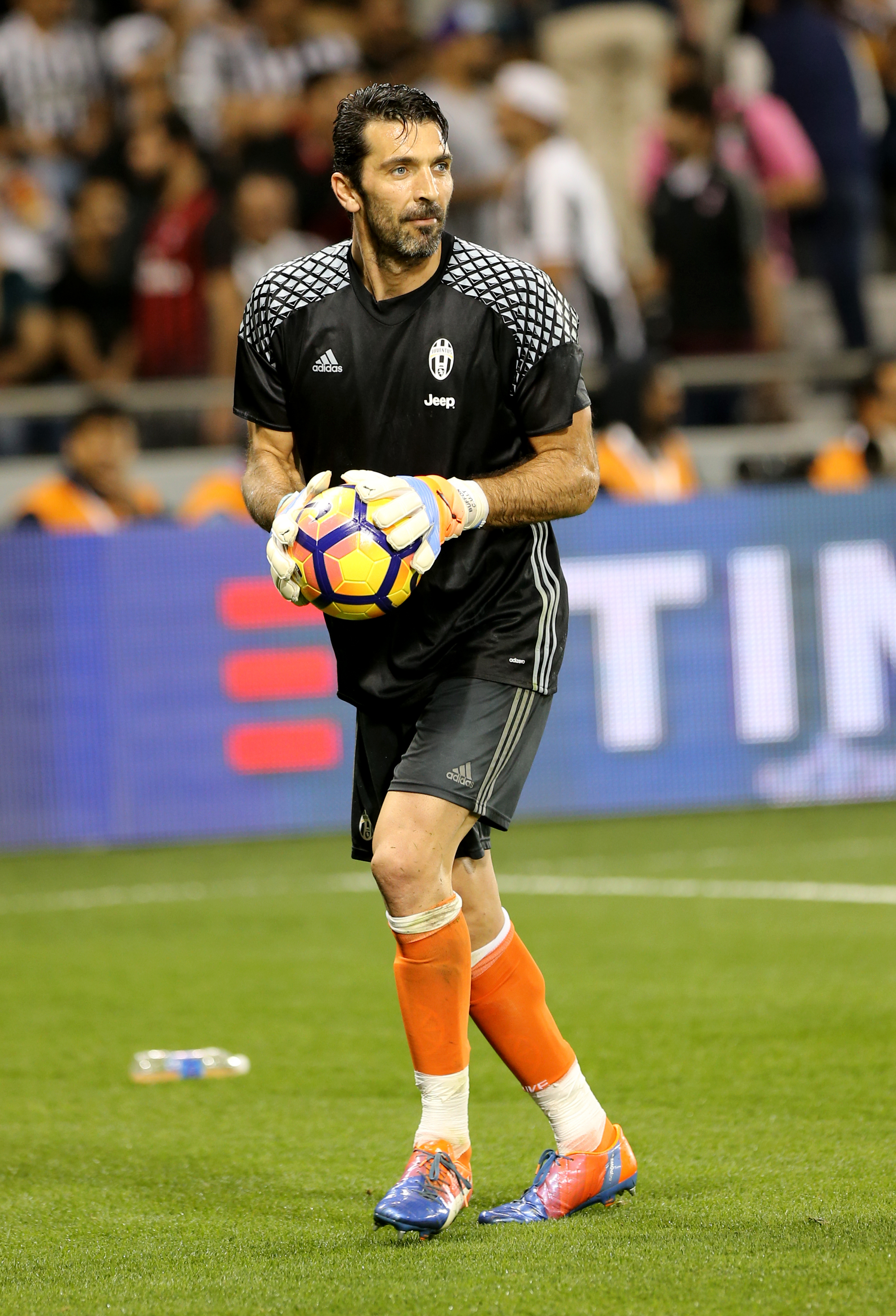
بوفون يقوم بعمليات الإحماء قبل كأس السوبر الإيطالي 2016.

في 11 أكتوبر 2016، أصبح بوفون أول حارس مرمى يفوز بـ جائزة القدم الذهبية من أي وقت مضى. بوفون قد عانى في البداية من انتقاد وسائل الإعلام في بداية موسم 2016–17 بسبب إرتكابه لخطأ جسيم ضد المنتخب الإسباني في تصفيات كأس العالم مع المنتخب الإيطالي، ثم خطأ آخر مع يوفنتوس ضد أودينيزي في الدوري الإيطالي. بعض المحللين شككوا بأداءه بسبب كبر سنه، لكن في 18 أكتوبر، بوفون أسترجع الثقة والمديح بعد أداء مذهل في الجولة الثالثة من دور المجموعات من دوري أبطال أوروبا 2016–17، حيث ساعد يوفنتوس على الفوز 1–0 ضد ليون، خلال المباراة، تصدى لضربة جزاء ألكسندر لاكزيت في الدقيقة 35 (أول ركلة جزاء يتصدى لها في دوري أبطال أوروبا مُنذ 2003)، وفي وقت لاحق أيضاً قام بتصدي حاسم لكرة نبيل فكير بعد أنحرفت الكرة عن مسارها في وقت مبكر من الشوط الثاني ولكن تصدى لها ببراعة، أيضاً في الدقيقة 71 من تلك المباراة أستخدم بوفون ساقيه للتصدي لرأسية كورينتين توليسو في الدقيقة 71. الانتصار أمام ليون كان الأول ليوفنتوس أمام الفريق الفرنسي في دوري أبطال أوروبا، والمباراة رقم 42 لبوفون التي يخرج بها بشباك نظيفة في دوري أبطال أوروبا. بعد المباراة، علق بوفون قائلاً: «أحب عندما يحتفلون بجنازتك، ثم تظهر لهم أنك ما زلت على قيد الحياة». بعد أداءه خلال السنة، تم ترشيح بوفون لقائمة مصغرة مكونة من 30 لاعباً مرشحين لجائزة الكرة الذهبية لعام 2016. وقد حصل بوفون على الترتيب التاسع إلى جانب بيبي في الترتيب النهائي. في يوم 2 نوفمبر لعب بوفون مع فريقه في الجولة الرابعة من دور المجموعات في دوري أبطال أوروبا التي إنتهت بنتيجة 1–1 أمام ليون، كانت تلك المباراة هي رقم 100 لجيانلويجي بوفون في دوري أبطال أوروبا، ليصبح اللاعب التاسع والعشرين الذي يصل إلى هذا الرقم. في 4 نوفمبر، تم إدراجه في قائمة مختصرة من 23 لاعباً لجائزة أفضل لاعب فيفا لعام 2016. في 6 نوفمبر، لعب بوفون المباراة رقم 600 في الدوري الإيطالي في الفوز 2–1 ضد كييفو، ليكون اللاعب الرابع الذي يصل إلى هذا الإنجاز. أيضاً شهدت تلك المباراة فوز بوفون بجائزة لاعب الشهر في يوفنتوس لشهر أكتوبر 2016. في 21 نوفمبر، تم ترشيح بوفون لفريق الاتحاد الأوروبي لكرة القدم للسنة التاسعة على التوالي في مسيرته، مما جعله أكثر حارس ترشيحاً لهذا الفريق أكثر من أي وقت مضى، جنباً إلى جنب مع إيكر كاسياس. في 1 ديسمبر، تم ترشيح بوفون لفريق السنة للفيفا لعام 2016، مما جعله اللاعب الوحيد الذي يتم إدراجه في القائمة المختصرة كل عام منذ إنشائها في عام 2005 بجانب كريستيانو رونالدو. في 23 ديسمبر، بوفون لعب مباراته رقم 600 مع يوفنتوس في كأس السوبر الإيطالي 2016؛ بعد التعادل 1–1 بعد الأشواط الإضافية، خسر يوفنتوس 4–3 أمام ميلان بركلات الترجيح، على الرغم أن بوفون تصدى للركلة الأولى التي سددها جانلوكا لابادولا. بوفون في ذلك العام توج بالمركز الثاني لجائزة أفضل حارس مرمى 2016 من الاتحاد الدولي لتاريخ وإحصاءات كرة القدم، وكان خلف نوير مرة أخرى.
في 5 يناير 2017، تم إختيار بوفون إلى فريق الاتحاد الأوروبي لكرة القدم لعام 2016، ليصبح أكبر لاعب على الإطلاق يتم اختياره للفريق السنوي للإتحاد الأوروبي لكرة القدم؛ وكانت هذه المرة الرابعة التي يكون بوفون من ضمن الفريق السنوي للإتحاد الأوروبي لكرة القدم. وفي 9 يناير، أعلن أن بوفون حصل على المركز الثامن في جائزة أفضل لاعب فيفا لعام 2016. في 30 يناير، تم إختيار بوفون كحارس السنة في الدوري الإيطالي للمرة ال11، وأيضاً تم اختياره لفريق الدوري الإيطالي للدرجة الأولى لعام 2016. في 17 فبراير، لعب بوفون مباراته رقم 443 في الدوري الإيطالي مع يوفنتوس في الفوز 4–1 على باليرمو، مساوياً جيامبييرو بونيبرتي كأكثر لاعب مشاركة مع يوفنتوس في البطولة، خلف ديل بييرو فقط. في 22 فبراير، لعب بوفون مباراته رقم 100 مع يوفنتوس في دوري أبطال أوروبا في الذهاب من دور ال16 ضد بورتو وخلال تلك المباراة حافظ على شباكه نظيفة وحقق الفوز 2–0. في 5 مارس، بوفون تعادل مع توتي كثالث أعلى لاعب مشاركة في الدوري الإيطالي بعد أن ظهر للمرة 612 في نفس البطولة في التعادل 1–1 ضد أودينيزي. في 19 مارس، تجاوز بوفون بونيبرتي ليكون أكثر لاعب مشاركة على الإطلاق في يوفنتوس من حيث عدد الدقائق في الدوري الإيطالي وقد تحقق هذا الإنجاز في الدقيقة 66 في الفوز على سامبدوريا 1–0. في 2 أبريل، تساوى بوفون مع خافيير زانيتي في المركز الثاني من حيث عدد المشاركات في الدوري الإيطالي، وقد تحقق ذلك الإنجاز بمشاركته مع يوفنتوس في المباراة ضد نابولي 1–1. في 3 مايو، لعب بوفون مباراته رقم 100 مع يوفنتوس في دوري أبطال أوروبا (بإستنثاء المباريات في التصفيات المؤهلة) في الفوز 2–0 على موناكو، في مرحلة الذهاب من دور نصف النهائي من البطولة. أصبح بوفون اللاعب الإيطالي الثاني فقط بعد باولو مالديني الذي يصل إلى 100 مباراة في دوري أبطال أوروبا مع نادي واحد، وبنفس المناسبة استطاع بوفون الحفاظ على شباكه نظيفة للمرة 47 له في البطولة، مما يجعله ثالث أعلى حارس مرمى حفاظاً على شباكه في دوري أبطال أوروبا بجانب بيتر تشيك، وراء كاسياس (57) وفان دير سير (50). وكانت هذه المرة الأولى الذي يتمكن بها يوفنتوس أن يحافظ على شباكة لستة مباريات متتالية في نسخة واحدة من بطولة دوري أبطال أوروبا، وهو ثالث أفضل عدد من الشباك النظيفة المتتالية في نسخة من دوري أبطال أوروبا. بعد فوز يوفنتوس على موناكو 4–1 بالإجمالي في نصف نهائي دوري أبطال أوروبا، بوفون يصل إلى نهائي دوري أبطال أوروبا للمرة الثالثة في حياته المهنية. أنهى هدف كيليان مبابي في الشوط الثاني بسلسلة بوفون، التي شهدت أفضل رقم شخصي قدره 600 دقيقة دون أن يتلقى أي هدف في دوري أبطال أوروبا.
في 17 مايو 2017، حصل يوفنتوس على لقب ال12 من كأس إيطاليا في الفوز 2–0 على لاتسيو، ليصبح أول فريق يفوز بهذه البطولة لثلاث مرات متتالية، ولكن بوفون لم يلعب في البطولة، حيث كان الحارس الاحتياطي نيتو هو الحارس الذي شارك طوال هذه البطولة. بعد أربعة أيام في 21 مايو، بعد الفوز 3–0 على كروتوني، حصل يوفنتوس على اللقب السادس على التوالي للدوري الإيطالي الدرجة الأولى، ليكون رقماً قياسياً من حيث الفوز بالبطولة بشكل متتالي. مع لقبه الثامن في الدوري الإيطالي، بوفون يتساوى مع فيرجينيو روسيتا، جيوفاني فيراري، وجوسيب فورينو كأكثر لاعبين فوزاً بالدوري الإيطالي. في 3 يونيو 2017، لعب يوفنتوس النهائي الثاني في دوري أبطال أوروبا خلال ثلاث سنوات، والنهائي الثالث لبوفون، ولكن هُزم 4–1 أمام ريال مدريد الذي كان يُدافع عن لقبه. وفي 5 يونيو، تم إختيار بوفون ضمن فريق الموسم لدوري أبطال أوروبا للمرة الثانية.

#### 2017–2018: الموسم الأخير مع يوفنتوس والسكوديتو السابع على التوالي
في 12 يونيو 2017، أعلن بوفون أن موسم 2017–18 من المرجح أن يكون الأخير له مع النادي. وفيما يتعلق بإحتمال اعتزله في نهاية الموسم، علق قائلاً: «أنا متأكد من ذلك بنسبة 99.9 في المائة، سأحل على موسم نهائي، مكثف، غني بلحظات كبيرة، ومن ثم سيكون قد حان الوقت لأقول هذا يكفي وأعطي لغيري الإمكانية والفرصة، لكن إذا تمكنا من الفوز بدوري أبطال أوروبا سوف أستمر باللعب لسنة أخرى في محاولة للفوز بكأس العالم للأندية وغيرها من البطولات». في 4 أغسطس، تم إختيار بوفون كأحد المرشحين الثلاثة لجائزة أفضل حارس مرمى في دوري أبطال أوروبا 2016–2017، جنباً إلى جنب مع مانويل نوير ويان أوبلاك. في 15 أغسطس، تم إدراج بوفون أيضاً كأحد المرشحين الثلاثة لجائزة أفضل لاعب أوروبا لعام 2017، بجانب ميسي وكريستيانو رونالدو. في 19 أغسطس، صنع بوفون التاريخ بعد التصدي لأول ركلة جزاء في الدوري الإيطالي التي يتم إحتسابها عن طريق تقنية VAR في الفوز 3–0 أمام كالياري في المباراة الافتتاحية للنادي في الموسم. في 24 أغسطس، تم اختياره كأفضل حارس في دوري أبطال أوروبا في موسم 2016–17، وإحتل المركز الثالث في جائزة أفضل لاعب في أوروبا للسنة، بـ 109 صوت. في 23 أكتوبر، فاز بوفون بجائزة أفضل حارس مرمى فيفا لعام 2017، وكان اسمه موجود في تشكيلة السنة للمرة الثالثة في مسيرته، كما رُشح لجائزة أفضل لاعب فيفا لعام 2017، وأحتل المركز الرابع في نتائج التصويت. في 27 نوفمبر، فاز بوفون بجائزة أفضل لاعب في الدوري الإيطالي، وهي المرة الأولى التي يفوز فيها حارس مرمى بالجائزة، بالإضافة إلى جائزة أفضل حارس مرمى في الدوري الإيطالي للمرة الثانية عشر، في حين تم اختياره في فريق السنة في الدوري الإيطالي للمرة الخامسة في مسيرته المهنية. في 3 ديسمبر، عادل كاسياس بجائزة أفضل حارس مرمى في العالم الاتحاد الدولي لتاريخ وإحصاءات كرة القدم كأفضل حارس مرمى للمرة الخامسة، وفي 7 ديسمبر، احتل المركز الرابع في جائزة الكرة الذهبية لعام 2017. بعد فوز يوفنتوس 1–0 خارج أرضه ضد منافسه نابولي في 1 ديسمبر، استبعد بوفون من مباراة فريقه يوفنتوس في الجولة الأخيرة من دور المجموعات لدوري أبطال أوروبا ضد أولمبياكوس، بسبب إصابته بشد في الساق في المباراة السابقة، وهي إصابة تسببت إبعاده لمدة شهرين تقريباً. تم إستبداله بالحارس البديل وزميله فويتشيك تشيزني أثناء غيابه. في 11 يناير لعام 2018، تم إختيار بوفون في فريق العام 2017 من اليويفا للمرة الخامسة. عاد بوفون إلى الملاعب في 30 يناير 2018، أي بعد يومين من عيد ميلاده الأربعين، حيث حافظ على شباكه نظيفة وتصدي لركلة جزاء من أليخاندرو غوميز ليضمن فوز فريقه في خارج ملعبه أمام أتلاتنا في مباراة الذهاب في نصف نهائي كأس إيطاليا; وكان هذا أول مباراة له في كأس إيطاليا بعد مرور أكثر من 5 سنوات، في حين ركلة الجزاء التي تصدى لها كانت هي الـ 30 في حياته المهنية، ويستثنى منذ ذلك التصديات في ركلات الترجيح. لعب مباراته الـ 500 في الدوري مع يوفنتوس (بما في ذلك مباريات الدوري الإيطالي للدرجة الأولى ومباريات الدوري الإيطالي للدرجة الثانية) في 9 فبراير، في الفوز خارج ملعبه 2–0 على فيورنتينا. بعد أن خسر يوفنتوس على أرضه 3–0 أمام ريال مدريد في مباراة الذهاب من ربع نهائي دوري أبطال أوروبا في 3 أبريل، ساعد بوفون يوفنتوس بالحفاظ على تقدمه 3–0 في مباراة الإياب في 11 أبريل، حتى الدقيقة 93 عندما تم طرده للإعتراض الشديد على الحكم مايكل أوليفر الذي أحتسب ركلة جزاء لريال مدريد في الوقت بدل الضائع، أضطر مدرب يوفنتوس لإشراك الحارس البديل تشيزني ولكن ركلة الجزاء تم تسجيلها وبذلك يُقصى يوفنتوس من البطولة (4–3 في المجموع). في يوم 9 مايو، حافظ بوفون على شباكه نظيفة، الكلين شيت رقم 300 مع يوفنتوس في الفوز 4–0 على ميلان في نهائي كأس إيطاليا 2018. وكان هذا الكأس الإيطالي الرابع على التوالي ليوفنتوس. في 11 مايو، أتهم الاتحاد الأوروبي لكرة القدم بوفون بسوء السلوك بعد تعليقاته في مباراة ريال مدريد ضد الحكم الإنجليزي مايكل أوليفير. في يوم 13 مايو، فاز بوفون بلقب الدور الإيطالي السابع على التوالي ليصبح صاحب الرقم القياسي كأكثر لاعب فوزاً بالدوري الإيطالي في التاريخ، بعد تعادل فريقه يوفنتوس 0–0 الذي كان كافياً لتتويج يوفنتوس باللقب في الجولة ما قبل الأخيرة ضد روما وكان بوفون على دكة البدلاء في تلك المباراة. مع هذا اللقب أصبح أول لاعب في التاريخ فوزاً بتسعة ألقاب للدوري الإيطالي. في 17 مايو، أعلن بوفون في مؤتمر صحفي عن رحيله عن يوفنتوس في نهاية الموسم. وفي يوم 19 مايو، وبعد 17 موسم حافل بالبطولات مع نادي يوفنتوس، بوفون لعب مباراته رقم 656 والأخيرة مع يوفنتوس، في المباراة الأخيرة من الموسم على أرضه ضد هيلاس فيرونا، بوفون شارك كأساسي في اللقاء، وتم إستبداله في وقت لاحق في الدقيقة 64 بالحارس الثالث كارلو بينسوليو وسط حفاوة بالغة من قبل الجميع في الملعب عندما كانت النتيجة 2–0 لصالح يوفنتوس، إنتهت المباراة في وقت لاحق بفوز فريقه 2–1. وبعد المباراة رفع قائد يوفنتوس بوفون اللقب الأخير له مع يوفنتوس.

### باريس سان جيرمان

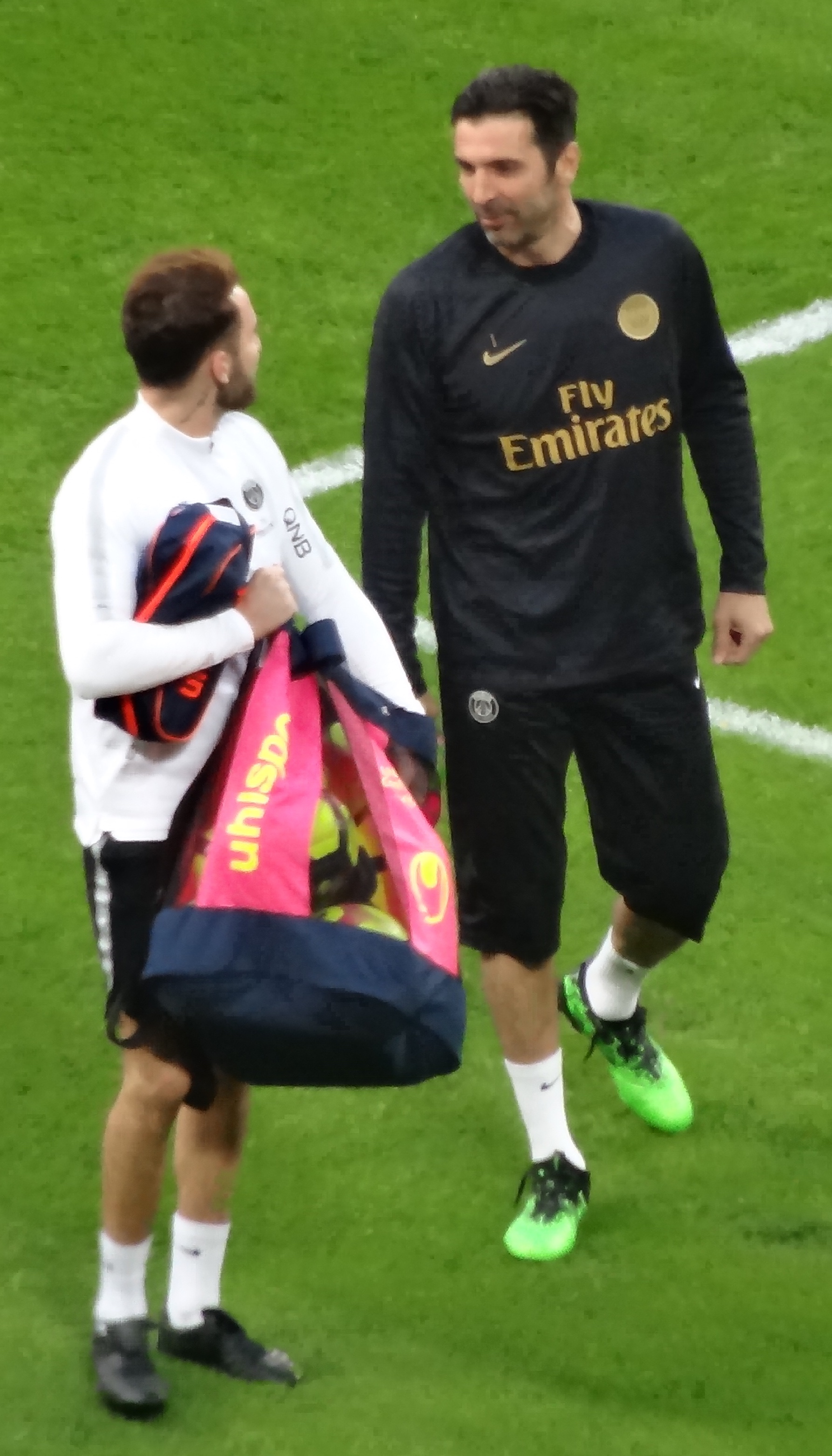
بوفون (يمين) يُسخّن مع باريس سان جيرمان في 2019

في 6 يوليو 2018، وقع بوفون عقدًا لمدة عام واحد، مع خيار لسنة إضافية، مع باريس سان جيرمان. شارك لأول مرة مع مع باريس سان جيرمان في 4 أغسطس، وحافظ على شباكه نظيفة في الفوز 4–0 على موناكو في كأس الأبطال 2018. شارك بوفون لأول مرة في الدوري الفرنسي في 12 أغسطس، وحافظ على شباكه نظيفة في الفوز 3–0 على ضيفه كاين. لعب بشكل متناوب الدوري مع ألفونس أريولا خلال موسم 2018–19 من قبل المدير الفني توماس توخيل. بعد إيقافه لثلاث مباريات في مسابقات الأندية الأوروبية، شارك بوفون كأساسي في مباراة باريس سان جيرمان التي انتهت بالتعادل 1–1 خارج أرضه أمام نابولي في 6 نوفمبر، وتسبب بضربة جزاء على إنسيني؛ وفي سن 40 عامًا و 282 يومًا، أصبح ثاني أكبر لاعب في التاريخ يشارك لأول مرة مع نادٍ في دوري أبطال أوروبا بعد مارك شوارزر، الذي شارك لأول مرة في البطولة مع تشيلسي بفوزه 1–0 على أرضه أمام ستيوا بوكوريتي. في 11 ديسمبر 2013، بعمر 41 عامًا و 65 يومًا. في 18 ديسمبر، بعد إصابة أريولا، لعب بوفون الشوط الثاني من مباراة الفوز 2–1 خارج أرضه على أورليانز في دور الـ16 من كأس الرابطة الفرنسية. تم إقصاء باريس سان جيرمان من البطولة في الجولة التالية بعد الهزيمة المفاجئة 2–1 على أرضه أمام غانغون في 9 يناير 2019، حيث ظل بوفون على مقاعد البدلاء.
في 12 فبراير، حافظ بوفون على شباكه نظيفة في دوري أبطال أوروبا للمرة رقم 50 في الفوز 2–0 خارج أرضه على مانشستر يونايتد، ليصبح ثالث حارس مرمى يصل إلى هذا الإنجاز بعد إيكر كاسياس (57) وأدوين فان در سار (51). كما لعب مباراته الـ121 في دوري أبطال أوروبا – باستثناء التصفيات – خلال نفس المباراة، مما جعله ضمن قائمة أكثر 10 لاعبين مشاركة في تاريخ البطولة. في مباراة الإياب في باريس يوم 6 مارس، تعرض بوفون لانتقادات في وسائل الإعلام لارتكابه خطأ التعادل بنتيجة 1–1، بعد تلقى تسديدة بعيدة المدى من ماركوس راشفورد، مما سمح لروميلو لوكاكو بالتسجيل من الكرة المرتد ليضع فريقه في المقدمة 2–1؛ بعد هدف في الوقت المحتسب بدل الضائع من ركلة جزاء بواسطة راشفورد، أكمل مانشستر يونايتد العودة ليفوز بالمباراة 3–1، ويتأهل إلى ربع نهائي دوري أبطال أوروبا بقانون أهداف خارج الديار. أنهى باريس سان جيرمان الموسم بصفته بطل الدوري الفرنسي، والذي شهد فوز بوفون بلقب الدوري العاشر في مسيرته، وهو أكثر من أي لاعب إيطالي. خسر باريس سان جيرمان في وقت لاحق 6–5 بركلات الترجيح أمام رين في نهائي كأس فرنسا 2019، بعد التعادل 2–2 بعد الوقت الإضافي، على الرغم من أن بوفون لم يشارك خلال النهائي.
في 5 يونيو، تم تأكيد أنه سيغادر النادي بعد موسم واحد فقط.

### عودته ليوفنتوس

#### 2019–20: أول موسم بعد العودة ليوفنتوس والأرقام القياسية في المشاركات

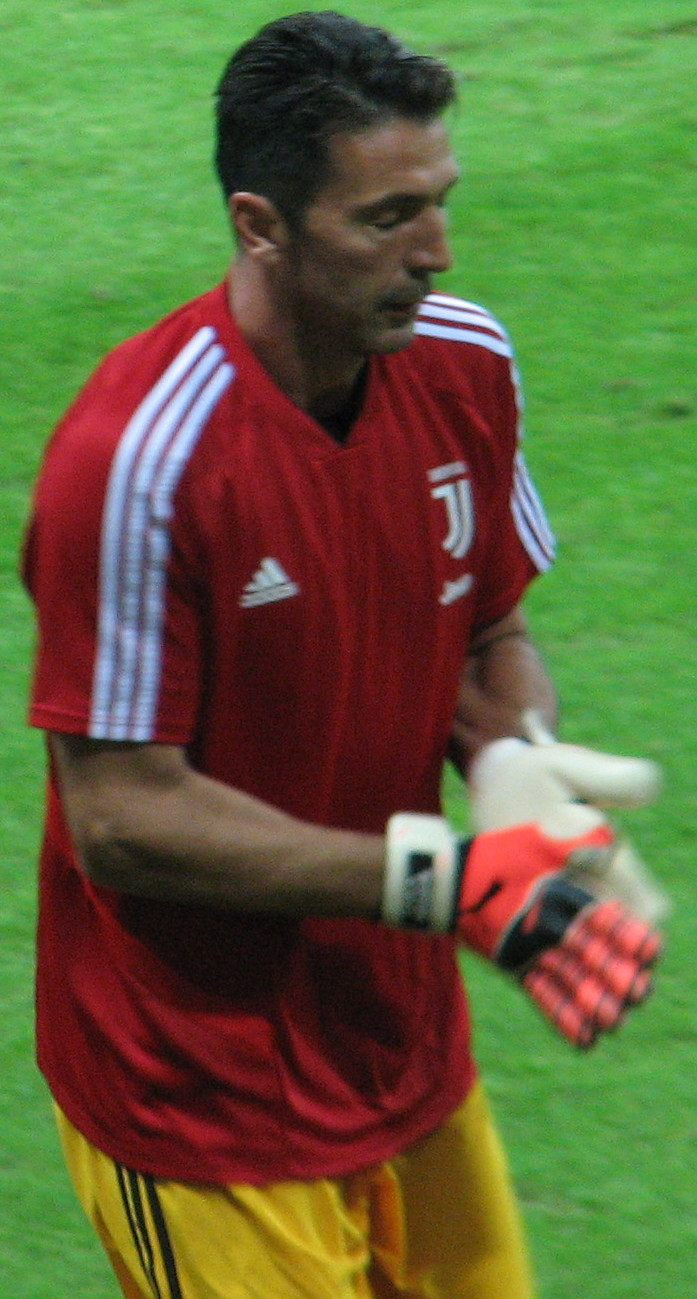
بوفون مع يوفنتوس في 2019

في 4 يوليو 2019، بعد موسم واحد من خروجه من يوفنتوس، وقع بوفون عقدًا لمدة عام مع النادي حتى 30 يونيو 2020. عند وصوله، عرض عليه فويتشيك شتشيسني القميص رقم 1 وشارة القيادة من قبل جورجيو كيلليني، على التوالي، لكنه رفضهم قائلاً «لم أعد لأخذ شيئًا من شخص ما أو استعادته... أنا فقط أريد أن أقوم بدوري للفريق. من الصواب أن يكون الحارس الأساسي، شتشيسني، لديه القميص رقم 1. وبالنسبة للقيادة لدينا لاعب رائع مثل جورجيو كيلليني». بدلاً من ذلك، اختار ارتداء الرقم 77؛ نفس الرقم الذي كان يرتديه خلال موسمه الأخير في بارما، قبل أن ينضم إلى يوفنتوس في عام 2001. شارك لأول مرة منذ عودته إلى النادي في 21 سبتمبر، في الفوز 2–1 على أرضه أمام فيرونا في الدوري؛ كانت هذه هي مباراته رقم 902 في مسيرته مع النادي، وهو ما يعادل الرقم القياسي المسجل باسم باولو مالديني بصفته اللاعب الإيطالي الأكثر مشاركة في مسيرته المهنية مع الأندية. في 28 سبتمبر، تفوق على مالديني بمشاركته رقم 903 في الفوز 2–0 على أرضه أمام سبال في الدوري.
في 30 أكتوبر 2019، شارك بوفون في مباراته بالدوري رقم 513 مع يوفنتوس (بما في ذلك مباريات دوري الدرجة الثانية) في الفوز 2–1 على أرضه أمام جنوى في الدوري، معادلًا ديل بييرو باعتباره اللاعب الأكثر مشاركة في الدوري مع النادي. في 11 ديسمبر، حافظ على نظافة شباكه في دوري أبطال أوروبا رقم 51 (باستثناء التصفيات) في الفوز 2–0 خارج أرضه على باير ليفركوزن في مباراة يوفنتوس الأخيرة في المجموعات من الموسم، معادلًا فان دير سار كأكثر ثاني حارس المرمى في يحافظ على شباكة نظيفة في البطولة، خلف إيكر كاسياس فقط. في 15 ديسمبر، شارك للمرة رقم 700 في الدوري الإيطالي (بما في ذلك المباريات في كل من دوري الدرجة الثانية والأولى، مع 646 منهم في الدوري الإيطالي الممتاز) في الفوز 3–1 على أرضه أمام أودينيزي. خلال نفس المباراة، لعب أيضًا مباراته رقم 478 في دوري الدرجة الأولى مع يوفنتوس، والذي جعله يتساوي مع ديل بييرو باعتباره اللاعب الأكثر مشاركة في البطولة مع النادي. في 18 ديسمبر، في الفوز 2–1 خارج أرضه أمام سامبدوريا، لعب بوفون مباراته رقم 479 في دوري الدرجة الأولى مع يوفنتوس، متجاوزًا الرقم القياسي لديل بييرو، بالإضافة إلى مباراته رقم 647 في الدوري الإيطالي. مالديني هو اللاعب الأكثر ظهورًا في المنافسة.
في 13 فبراير 2020، تصدى بوفون لتسعة تصديات في التعادل خارج أرضه 1–1 أمام ميلان في ذهاب الدور نصف النهائي من كأس إيطاليا. شارك في المباراة النهائية ضد نابولي في 17 يونيو، وحافظ على شباكه نظيفة وتصدى لسلسلة من الكرات في الوقت المحتسب بدل الضائع ليحافظ على التعادل في النتيجة 0–0. ومع ذلك، تلقى يوفنتوس الهزيمة 4–2 في ركلات الترجيح، مع عدم قدرة بوفون على التصدي لأي ركلة. في 29 يونيو، وقع بوفون عقدًا جديدًا مع يوفنتوس، يمتد حتى يونيو 2021. في 4 يوليو، شارك في مباراته رقم 648 في دوري الدرجة الأولى الإيطالي بفوزه 4–1 على غريمه تورينو، متجاوزًا مالديني باعتباره اللاعب الأكثر مشاركة في تاريخ في المسابقة، كما أصبح أيضًا اللاعب الأكثر مشاركة في الدوريات الخمس الكبرى في أوروبا مع 665 مباراة، بما في ذلك 17 مباراة في الدوري الفرنسي مع باريس سان جيرمان خلال موسم 2018–19.

#### 2020–21: الفوز بكأس إيطاليا في الموسم الأخير مع يوفنتوس
في 17 أكتوبر، شارك بوفون لأول مرة في موسم 2020–21، وكانت مباراته رقم 650 في الدوري الإيطالي، حيث لعب بالتعادل 1–1 خارج أرضه أمام كروتوني. في 8 ديسمبر، حافظ بوفون على نظافة شباكه من خلال تصديه لسبع تسديدات، كلها من قبل ميسي، في الفوز 3–0 خارج أرضه على برشلونة في مباراة يوفنتوس الأخيرة في المجموعات لهذا الموسم. بعد هذه المباراة، أصبح بوفون أول حارس مرمى يحافظ على نظافة شباكه في دوري أبطال أوروبا في أربعة عقود مختلفة. تسديدات ميسي السبعة على المرمى كانت أيضًا أكثر تسديدات للاعب بدون أن يسجيل أهداف في دوري أبطال أوروبا منذ نسخة 2002–03. في 11 مايو 2021، أعلن بوفون أنه سيغادر يوفنتوس في نهاية الموسم. في اليوم التالي، تصدى بوفون لركلة جزاء دومينيكو بيراردي في الفوز 3–1 خارج أرضه على ساسولو، ليصبح أكبر حارس مرمى في الدوري الإيطالي يتصدى لركلة جزاء بعمر 43 سنوات و 103 أيام. في 19 مايو، شارك في فوز يوفنتوس 2–1 على أتالانتا في نهائي كأس إيطاليا 2021، وهي المباراة 685 مع النادي. بعد المباراة، نال شرف رفع اللقب، السادس في مسيرته، معادلاً روبرتو مانشيني باعتباره اللاعب الأكثر تحقيقًا للألقاب.

### عودته لبارما
في 17 يونيو 2021، بعد أيام من الإشاعات عن رحيله عن يوفنتوس، أعلن بارما عودة بوفون عبر مقطع فيديو قصير نُشر على حساب النادي الرسمي على تويتر.

## مسيرته الدولية

### منتخب الشباب، واستدعاء مبكر لتصفيات يورو 2000

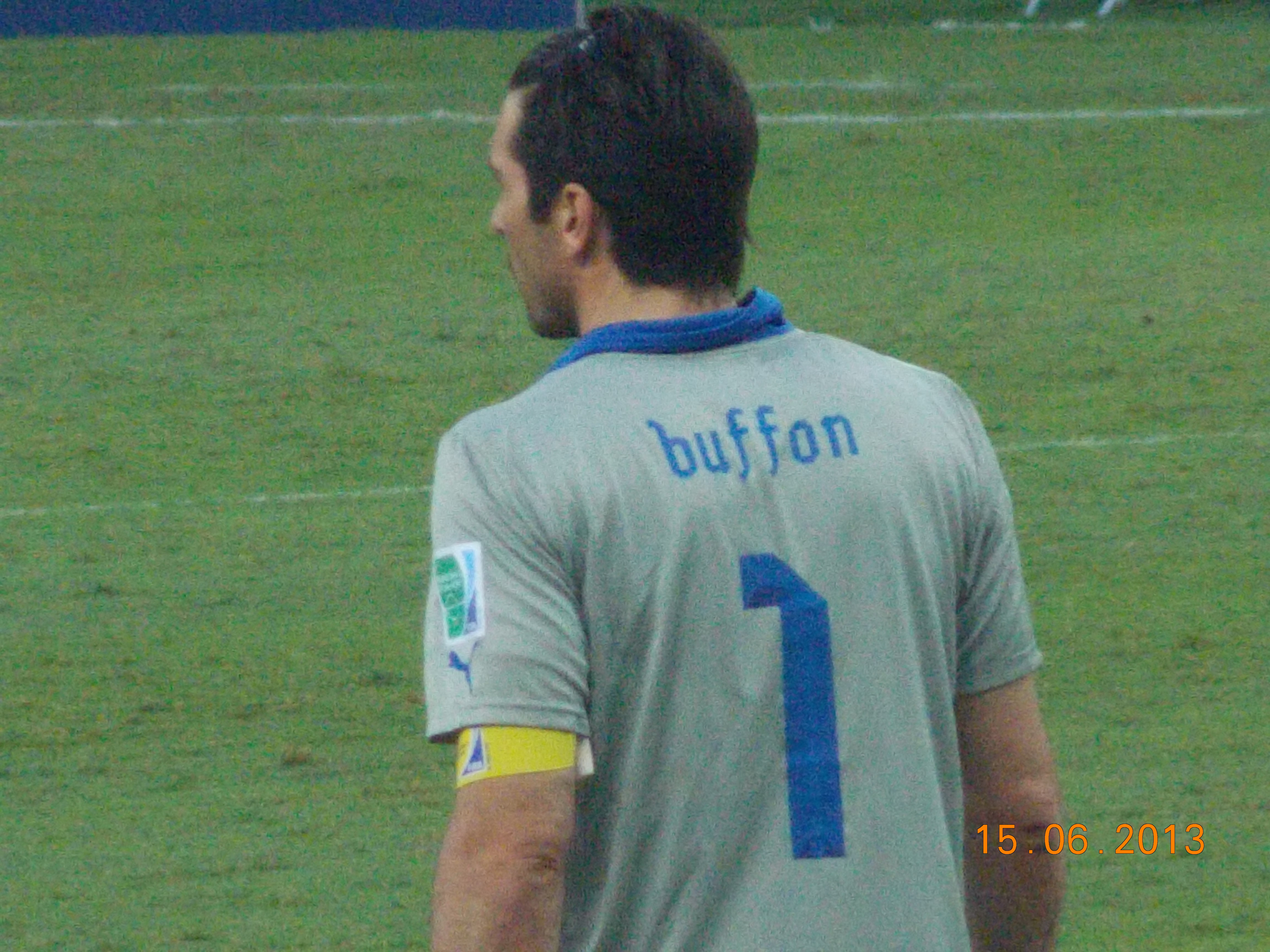
أكثر لاعب مثل بلاده وبرقم قياسي 176 مباراة، بوفون اللاعب الأكثر لعباً في تاريخ المنتخب الإيطالي.

بوفون قد مثل إيطاليا في جميع مستويات الشباب، من منتخب تحت 15 سنة حتى منتخب تحت 23 سنة، وكذلك المنتخب الأولمبي في عام 1996. مع المنتخب الإيطالي تحت 16 سنة، وصل إلى المباراة النهائية لكأس الأمم الأوروبية 1993 تحت 16 عاماً، وإستطاع تصدي إلى ثلاث ركلات جزاء ترجيحية في مباراة دور نصف النهائي، مع المنتخب الإيطالي تحت 17 سنة شارك في بطولة كأس العالم تحت 17 سنة عام 1993 في اليابان. في عام 1995، وصل إلى المباراة النهائية لبطولة تحت 19 سنة في كأس الأمم الأوروبية مع المنتخب الإيطالي تحت 19 عاماً. وكان أحد أبرز اللاعبين في بطولة كأس الأمم الأوروبية تحت 21 سنة مع منتخب بلاده الذي فازوا بالبطولة، وكان بوفون لاعباً في تشكيلة المنتخب الإيطالي التي فازت بالميدالية الذهبية لكرة القدم في دورة ألعاب البحر المتوسط 1997 في باري، على أرض الطليان. يحمل بوفون الآن الرقم القياسي كأكثر من حافظ على شباكه نظيفة مع المنتخب الإيطالي.
لعب بوفون أول مباراة له مع الفريق الأول للمنتخب الإيطالي تحت قيادة المدرب تشيزاري مالديني في 29 أكتوبر 1997، في سن 19 سنة و9 أشهر، كبديل بعد إصابة جيانلوكا باليوكا خلال مباراة الذهاب من التصفيات المؤهلة لكأس العالم 1998 ضد المنتخب الروسي، في موسكو، مع هذه المباراة، أصبح بوفون أصغر حارس مرمى يلعب للمنتخب الإيطالي مُنذ الحرب العالمية الثانية. بوفون ساعد في جعل النتيجة 1–1 في ظل الظروف الثلجية، إلا أن بوفون تلقى شباكه هدفاً بنيران صديقة عن طريق زميله فابيو كانافارو. وساعد جيانلويجي في التأهل إلى نهائيات كأس العالم. وكان من ضمن التشكيلة المسافرة لخوض نهائيات كأس العالم 1998، في البداية كان الحارس الثالث. ولكن بعد إصابة أنجيلو بيروتزي، تم ترقية بوفون إلى حارس ثاني للمنتخب خلف باليوكا، تم استدعاء فرانشيسكو تولدو ليكون الحارس الثالث للمنتخب، لكن بوفون لم يلعب مباراة واحدة في البطولة. أقصيت إيطاليا من البطولة في دور ربع النهائي بركلات الترجيح أمام البلد المستضيف فرنسا الذي فاز في نهاية المطاف بكأس العالم 1998.
أصبح بوفون الحارس الأول خلال تصفيات كأس الأمم الأوروبية 2000 وكان من المقرر أن يبدأ بشكل أساسي تحت قيادة المدرب والحارس الأسطوري دينو زوف، ولكن كُسرت يده في مباراة ودية ضد النرويج قبل بضعة أيام فقط من المباراة الافتتاحية للمنتخب الإيطالي ضد تركيا. وقد حصل على مكانه الحارس فرانشيسكو تولدو الذي كان الحارس الثاني، وكان الحارس كريستيان أبياتي هو الحارس الثالث. وصلت إيطاليا إلى المباراة النهائية في البطولة، ولكن خسرت البطولة مرة أخرى أمام المنتخب الفرنسي.

### كأس العالم وبطولة الأمم الأوروبية لأول مرة
مستوى فرانشيسكو تولدو المثير للإعجاب في يورو 2000 جعله يحتفظ بمكانه في المنتخب الإيطالي في بداية التصفيات المؤهلة لنهائيات كأس العالم لعام 2002. إستعاد بوفون مركزه في حراسة المرمى من المباراة الرابعة من التصفيات أمام رومانيا، وكان الحارس الأساسي في المباريات الأربعة تحت قيادة جيوفاني تراباتوني. كما تأهلت إيطاليا إلى النهائيات في سجل خالي من الهزائم.
بوفون لعب كل دقيقة في المنتخب الإيطالي خلال نهائيات كأس العالم 2002، وحافظ على شباكه نظيفة في المباراة الافتتاحية ضد الإكوادور، وتصدى لركلة جزاء مثيرة للجدل ضد المستضيف كوريا الجنوبية في دور ال 16، والذي لم يكن كافياً حيث خسر المنتخب الإيطالي عن طريق الهدف الذهبي في الأوقات الإضافية. وظهر أيضاً في كل مباراة في بطولة كأس الأمم الأوروبية 2004، وحافظ على شباكه نظيفة ضد الدنمارك، على الرغم من عدم خسارة أي مباراة، خرج المنتخب الإيطالي من الأدوار الأولى بعد تعادله بالنقاط مع السويد والدنمارك ولكن فارق الأهداف رجحت الكفة للسويد والدنمارك.

### أبطال كأس العالم 2006

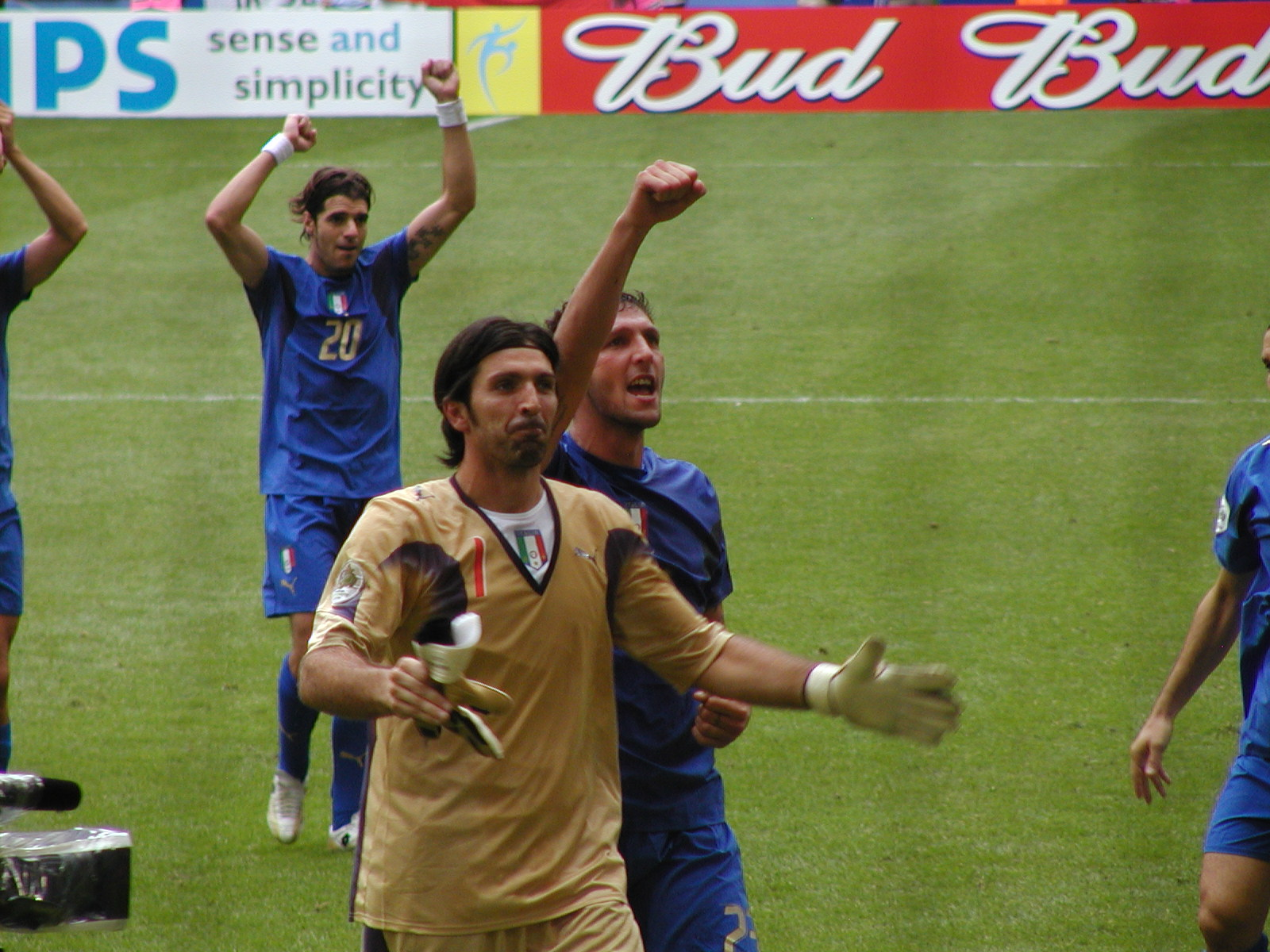
بوفون مع المنتخب الإيطالي خلال نهائيات كأس العالم 2006.

كان بوفون مرة أخرى الحارس الأول تحت قيادة مدرب يوفنتوس السابق مارتشيلو ليبي والذي تم تعيينه بدلاً من تراباتوني بعد أن أنهى المنتخب التصفيات المؤهلة لكأس العالم 2006 بالمركز الأول.
خلال نهائيات كأس العالم 2006، بوفون ظهر بشكل ممتاز، مسجلاً رقماً قياسياً في كأس العالم حيث تلقت شباكه هدفين فقط في سبع مباريات، وحافظ على شباكه نظيفة في خمس مباريات. وبالإضافة إلى ذلك، بوفون حافظ على شباكه في 453 دقيقة متتالية، وكان قد تبقى له 64 دقيقة لتحطيم رقم مواطنه والتر زينجا الذي لم يُحطم من نهائيات كأس العالم 1990. وكانت جميع الأهداف التي دخلت في مرماه لم تكن عن طريق لعب مفتوح. حيث تلقى هدفاً عن طريق نيران صديقة من زميله كريستيان زاكاردو بعد ركلة حرة ضد الولايات المتحدة في المباراة الثانية من دور المجموعات، وركلة جزاء زين الدين زيدان في المباراة النهائية ضد فرنسا. في المباراة النهائية بوفون إستطاع إنقاذ المنتخب الإيطالي في الأوقات الإضافية حيث تصدى لرأسية قوية من زيدان الذي فاز بجائزة أفضل لاعب في البطولة. إنتهت المباراة 1–1 بعد الأشواط الأصلية والإضافية، وتبعها بركلات الجزاء التي لا بوفون ولا فابيان بارتيز إستطاعوا للتصدي إلى ركلة جزاء. الركلة الوحيدة الضائعة كانت ديفيد تريزيغيه الذي ضربت الجزء السلفي من العارضة ولم تعبر خط المرمى، مما سنح الفرصة للإيطالي فابيو غروسو لتسديد الركلة الحاسمة التي حققت الفوز لإيطاليا. بوفون حقق جائزة رجل المباراة في فوز إيطاليا 1–0 على أستراليا في دور ال 16، وبعد ذلك حصل على جائزة ياشين كأفضل حارس مرمى في البطولة، بوفون قام بتصدي إلى 40 كرة في البطولة، وتم انتخابه لتشكيلة فريق البطولة. كما أنهى بوفون في المركز الثاني أمام مواطنه كانافارو في عام 2006 في جائزة الكرة الذهبية وفي المركز الثامن في جائزة أفضل لاعب في العالم المقدمة من الاتحاد الدولي لكرة القدم (الفيفا)، أيضاً كان من ضمن فريق السنة لعام 2006 المقدمة من الاتحاد الدولي لكرة القدم (الفيفا).

### بعد الفوز بكأس العالم
بوفون أصبح القائد الثاني للمنتخب الإيطالي تحت قيادة المدرب روبيرتو دونادوني لنهائيات كأس الأمم الأوروبية 2008 بعد أن غاب فابيو كانافارو عن البطولة بسبب الإصابة. وكان أول ظهور له كقائد للمنتخب الإيطالي في المباراة الافتتاحية للمنتخب في البطولة الأمم الأوروبية 2008 يوم 9 يونيو، والتي هُزم فيها الطليان 3–0 أمام هولندا. في المباراة الثانية من دور المجموعات أمام رومانيا يوم 13 يونيو، إستطاع بوفون تصدي لركلة جزاء أدريان موتو في الدقيقة 81 من عمر المباراة والتي حافظ على آمال إيطاليا بعد الهزيمة في المباراة الافتتاحية، كما إنتهت المباراة الثانية بنتيجة 1–1. حافظ بوفون على شباك نظيفة أمام فرنسا في المباراة الأخيرة من دور المجموعات للمنتخب الإيطالي، والتي فاز فيها الطليان بنتيجة 2–0 والتي سمحت لهم في التأهل إلى دور ربع النهائي والذي أُقصي فيه المنتخب الإيطالي بعد التعادل 0–0 في الأوقات الأصلية والإضافية حيث خسر عن طريق ركلات الترجيح 4–2 أمام المنتخب الإسباني الذي فاز في نهاية المطاف بالبطولة، بوفون تصدى إلى ركلة جزاء خلال ركلات الترجيح وانتخب كحارس لفريق البطولة نظراً لأدائه.
ولدى عودة مارتشيلو ليبي، أكد المدرب أن بوفون هو الحارس الأساسي. ولعب جميع مباريات المجموعات خلال بطولة كأس القارات 2009 في جنوب أفريقيا والذي كان مخيب للآمال للمنتخب الإيطالي، حيث أحتل المركز الثالث في مجموعته وحصل على 3 نقاط فقط. لعب بوفون مباراته رقم 100 له مع المنتخب في يوم 14 نوفمبر 2009 في مباراة ودية ضد هولندا. وكان لاعباً رئيسياً في التصفيات المؤهلة لنهائيات كأس العالم مع المنتخب الإيطالي بعد ما إنتهوا بصدارة المجموعة، ودون هزيمة.
في كأس العالم 2010، تم استبدال بوفون في الشوط الثاني في المباراة التي تعادل فيها المنتخب الإيطالي 1–1 خلال دور المجموعات وكانت المباراة الافتتاحية لإيطاليا ضد باراجواي بعد أن كانت لديه مشكلة في العصب الوركي. ولم يلعب مرة أخرى في البطولة، وحل محله فيديريكو ماركيتي. فشل المنتخب الإيطالي في حملة الدفاع اللقب بشكل مخيب للآمال حيث فشل في الفوز بأي مباراة، وحل في المركز الأخير في مجموعته برصيد نقطتين. المدرب مارتشيلو ليبي قدم إستقالته بعد خروج المنتخب الإيطالي من نهائيات كأس العالم.

### قائد للمنتخب الإيطالي ووصيف يورو 2012

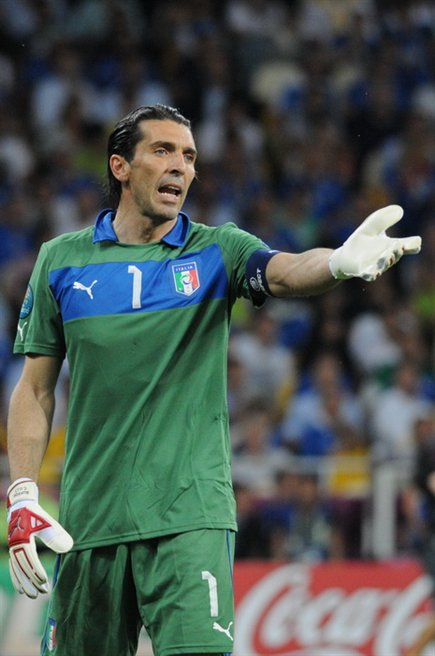
بوفون لعب للمنتخب الإيطالي ضد إسبانيا في نهائي كأس الأمم الأوروبية 2012

بعد اعتزل فابيو كانافارو الدولي، أصبح بوفون القائد الجديد للمنتخب الإيطالي تحت قيادة تشيزاري برانديلي المدير الفني الجديد. في 9 فبراير عام 2011، بعد تعافيه من إصابة في الظهر، بوفون لعب أول مباراة له في قيادة منتخب بلاده في المباراة الودية 1–1 أمام ألمانيا في دورتموند. وفي 6 سبتمبر 2011، بعد فوز المنتخب الإيطالي 1–0 أمام سلوفينيا، تجاوز بوفون مواطنه دينو زوف حيث حقق رقماً قياسياً جديداً من خلال عدد الدقائق التي لم يدخل فيها مرماه أي هدف في تصفيات البطولة الأوروبية، 644 دقيقة دون أن يدخل مرماه أي هدف، بوفون قاد منتخب بلاده إلى التأهل لنهائيات كأس الأمم الأوروبية 2012. في 15 نوفمبر 2011، في مباراة ودية ضد الأوروغواي، عادل بوفون رقم زوف بعدد المباريات الدولية (112 مباراة)، وخلال ذلك الوقت لم يتبقى له سوى مواطنيه فابيو كانافارو وباولو مالديني الذين اعتزلوا اللعب. وفي مباراة ضد الولايات المتحدة في 29 فبراير 2012 تجاوز بوفون مواطنه دينو زوف. تم إختيار بوفون لاحقاً كحارس أساسي للمنتخب الإيطالي وقائد للفريق في نهائيات كأس الأمم الأوروبية 2012 بعد أن قاد منتخب بلاده للتأهل دون هزيمة، ولم يدخل في مرماه سوى هدفين.
في يورو 2012، القائد بوفون لعب جميع المباريات في البطولة. وحافظ على نظافة شباكه ضد جمهورية إيرلندا في المباراة الثالثة من مرحلة المجموعة الثالثة وضد إنجلترا أيضاً، وخلال مباراة إنجلترا إستطاع لتصدي لركلة جزاء حاسمة لأشلي كول في ركلات الترجيح خلال دور ربع النهائي، وتم إختيار بوفون رجلاً للمباراة خلال تلك المباراة. في مباراة نصف النهائي ضد ألمانيا، بوفون كانت له أهمية كبيرة حيث تصدى للعديد من الكرات وأنقذ خلالها منتخب بلاده، رغم ذلك إلا أن شباكه إستقبلت هدفاً عن طريق ركلة جزاء من مسعود أوزيل في الدقيقة 92. فازت إيطاليا 2–1 أمام ألمانيا وتأهلت إلى المباراة النهائية ضد حامل اللقب الأوروبي والعالمي إسبانيا، وسبق أن تواجهوا في دور المجموعات والتي إنتهت 1–1. تأهل المنتخب الإيطالي للمباراة الناهية سمحت له بالمشاركة في كأس القارات 2013، حيث إسبانيا ستشارك في بطولة القارات بصفتها بطل لكأس العالم 2010. إيطاليا خسرت بنتيجة 4–0 في المباراة النهائية أمام المنتخب الإسباني. بوفون تم اختياره مرة أخرى في تشكيلة بطولة الأمم الأوروبية نظراً لأدائه.

### تصفيات كأس العالم 2014 وكأس القارات 2013
في 26 مارس 2013، في تصفيات كأس العالم 2014 ضد مالطا، لعب بوفون مباراته رقم 126 مع المنتخب الإيطالي، أي ما يُعادل عدد مباريات باولو مالديني الدولية مع المنتخب الوطني. في نفس المباراة، تصدى بوفون لركلة جزاء من مايكل ميفسود، مما ساعد بفوز إيطاليا 2–0 خارج دياره.
أدرج بوفون في قائمة المنتخب الإيطالي لكأس القارات 2013 في البرازيل ولعب في كل مباراة في البطولة ككابتن. وفي 16 يونيو 2013، شارك في فوز إيطاليا في المباراة الافتتاحية ضد المكسيك 2–1، حيث تلقت شباكه هدف عن طريق خافيير هيرنانديز من خلال ركلة جزاء. وفي المباراة التي تلتها، في 16 يونوي 2013 ضد اليابان، أحتسب الحكم ركلة جزاء لصالح شينجي أوكازاكي لاعب المنتخب الياباني في الدقيقة 20 من الشوط الأول والذي تسبب بها بوفون رغم أن تدخله كان سليماً عن طريق تمريرة غير صحيحة من ماتيا دي تشيليو. تلقى بوفون بطاقة صفراء. المنتخب الإيطالي في نهاية المطاف فاز بنتيجة 4–3 الذي سمح للطليان بالتأهل إلى دور نصف النهائي من البطولة لأول مرة. واجه الطليان المنتخب الإسباني وتمكن بوفون من الحفاظ على شباكه نظيفه حيث إنتهت الأشواط الأصلية والإضافية 0–0 ولكن خسر المنتخب الإيطالي عن طريق ركلات الترجيح 7–6. على الرغم لا أحد من الحراس تصدى لركلة جزاء سواء بوفون أو إيكر كاسياس، ليوناردو بونوتشي أضاع ركلة الجزاء حيث سددها فوق المرمى. وفي مباراة تحديد المركز الثالث، فاز المنتخب الإيطالي على نظيره الأوروغواياني 3–2 في ركلات الترجيح بعد إنتهاء الأشواط الأصلية والإضافية 2–2، بوفون تصدى لثلاث ركلات جزاء. أمام دييغو فورلان، وزميله في يوفنتوس مارتن كاسيريس ووالتر جارجانو.
في 6 سبتمبر 2013، لعب بوفون مباراته رقم 135 مع المنتخب الإيطالي في التصفيات المؤهلة لنهائيات كأس العالم 2014 ضد بلغاريا. بهذا الرقم تبقى لبوفون مباراة واحدة لمعادلة فابيو كانافارو من عدد المباريات التي خاضها مع المنتخب. حافظ بوفون على شباكه نظيفه في الفوز 1–0 وظهر بوفون بأداء رائع حيث تصدى لعدة فرص خطيرة، وحصل على جائزة رجل المباراة. منح الفوز إيطاليا التأهل بفارق سبع النقاط في صدارة المجموعة. وفي عام 2014 كان بوفون الحارس الأساسي في التصفيات المؤهلة لكأس العالم ضد جمهورية التشيك، على ملعب يوفنتوس في تورينو يوم 10 سبتمبر 2013، بوفون عادل كانافارو بصفته صاحب أكثر لعباً في المنتخب الإيطالي عبر التاريخ ب 136 مباراة دولية. وفازت إيطاليا في تلك المباراة بنتيجة 2–1، مما أتاح لهم التأهل لنهائيات كأس العالم 2014 في البرازيل كمتصدرين للمجموعة، ومتبقي مباراتين كتحصيل حاصل. في 11 أكتوبر 2013، سقط المنتخب الإيطالي في فخ التعادل 2–2 في تصفيات كأس العالم ضد الدنمارك، خلال تلك المباراة تجاوز بوفون زميله السابق كانافارو، ليُصبح صاحب الرقم القياسي في عدد المشاركات مع المنتخب الإيطالي ب 137 مباراة. وفي 2 يناير 2014، تم منح بوفون جائزة «بالون أزورو» لعام 2013، والتي تُعطى لأفضل لاعب في المنتخب الإيطالي للسنة.

### كأس العالم 2014
يوم 12 مايو، بوفون كان من ضمن الأسماء ال 31 الأولية التي ستخوض نهائيات كأس العالم للمنتخب الإيطالي من قبل المدرب تشيزاري برانديلي، ويوم 31 مايو، اسم قائد المنتخب الإيطالي بوفون كان من ضمن القائمة النهائية المسافرة إلى البرازيل. وقع المنتخب الإيطالي في المجموعة الرابعة، في المجموعة التي سُميت ب «مجموعة الموت»، أو «مجموعة الأبطال»، مع كوستاريكا وإنجلترا وأوروغواي. أصبح بوفون ثالث لاعب الذي يخوض خمسة نسخ من نهائيات كأس العالم مع الحارس المكسيكي أنطونيو كارباخال واللاعب الألماني لوثار ماثيوس. نظراً لإصابة بوفون في الكاحل خلال التدريب، لم يستطع المشاركة في المباراة الأولى للمنتخب الإيطالي في كأس العالم ضد إنجلترا يوم 14 يونيو 2014. وقد حل محله سالفاتوري سيريجو. قاد أندريا بيرلو الفريق في غيابه، كما فازت إيطاليا بالمباراة 2–1.
في مباراة المنتخب الإيطالي التي تلتها إنتهت بخسارة الطليان 1–0 أمام كوستاريكا في المباراة التي خاضها بوفون لأول مرة في نهائيات كأس العالم 2014. وفي المباراة الأخيرة للمنتخب الإيطالي ضد الأوروغواي، بوفون تصدى لتسديدة لويس سواريز ونيوكلاس لوديرو، كما أن إيطاليا لعبت ب 10 لاعبين بعد طرد كلاوديو ماركيزيو المثيل للجدل. أهتزت شباك بوفون في نهاية المطاف في الدقيقة 81 بواسطة رأسية دييغو غودين، وبعد لحظات قام لويس سواريز ب (عض) جورجيو كيليني. بوفون اختير كرجل للمباراة نظراً لأدائه. إيطاليا أنهت المجموعة بالمركز الثالث وخرجت من دور المجموعات للمرة الثانية على التوالي في كأس العالم.

### يورو 2016
بوفون لعب لأول مرة مع المنتخب الإيطالي خلال تحت قيادة أنطونيو كونتي المدير الفني الجديد يوم 9 سبتمبر عام 2014، قاد منتخب بلاده في افتتاح التصفيات المؤهلة لبطولة الأمم الأوروبية ضد النوريج في أوسلو. وحافظ على نظافة شباكه كما فازت إيطاليا في المباراة 2–0. وفي 12 يونيو 2015، أصبح بوفون أول لاعب يلعب 50 مباراة في بطولات الاتحاد الأوروبي على مستوى المنتخبات في مباراة تنافسية خارج الديار والتي تعادل بها المنتخب الإيطالي بنتيجة 1–1 ضد كرواتيا في التصفيات المؤهلة لكأس الأمم الأوروبية. بوفون تصدى خلال تلك المباراة لركلة جزاء ماريو ماندزوكيتش في وقت مبكر، لكنه خرج بعد الشوط الأول وحل محله سالفاتوري سيريجو بسبب الإصابة. ولعب بوفون مباراته رقم 150 في يوم 6 سبتمبر 2015، وحافظ على شباكه نظيفه في الفوز على بلغاريا 1 –0. إيطاليا تأهلت لنهائيات كأس الأمم الأوروبية 2016 في 10 أكتوبر في الفوز 3–1 على أذربيجان.
بعد التأهل من نهائيات كأس الأمم الأوروبية، صرح بوفون بأن كأس الأمم الأوروبية 2016 ستكون بطولة أمم أوروبا الأخيرة في مسيرته، ولكنه أعرب عن نيته بالاعتزل بعد كأس العالم 2018، الذي سيكون عمره وقتها يناهز 40 سنة. وفي 31 مايو 2016، كان اسم بوفون من ضمن القائمة النهائية التي ستخوض نهائيات كأس الأمم الأوروبية 2016. في المباراة الأولى من البطولة يوم 13 يونيو، حافظ بوفون على شباكه نظيفة في الفوز 2–0 على بلجيكا. وكانت تلك هي المباراة رقم 14 بالنسبة له في بطولة كأس الأمم الأوروبية، مما جعله من أبزر اللاعبين الطليان على مر العصور في البطولة، بعد تجاوزه مالديني، وديل بييرو وكاسانو. وأبقى شباكه نظيفة أيضاً مرة أخرى في الفوز 1–0 على السويد في المباراة الثانية من دور المجموعات في 17 يونيو والتي سمحت للطليان بالتأهل للدور الثاني وتأمين صدارة المجموعة، على الرغم من أنه تم إنذاره في وقت لاحق من المباراة بسبب إضاعته للوقت. ونظراً لنوبة من الحمى، حصل بوفون على راحة في مباراة إيطاليا يوم 22 يونيو، حينها هزم الطليان 1–0 أمام إيرلناد، وقد حل محله الحارس الثاني سيريجو. وقد عاد إلى التشكيلة الأساسية لمنتخب بلاده ضد المنتخب الإسباني يوم 27 يونيو، بوفون استطاع تصدي لكرات حاسمة خصوصاً الإنقاذ لتسديدة بيكيه والتي جعلته يحافظ على شباكه نظيفة للمرة الثالثة على التوالي له في البطولة، كما أنتقم للمنتخب الإيطالي مما حصل في يورو 2012 حيث هزم حامل اللقب المنتخب الأسباني 2–0. بعد التعادل 1–1 بالأشواط الأصلية والإضافية في مباراة ربع نهائي ضد المنتخب الألماني في 2 يوليو، استطاع بوفون التصدي لركلة جزاء واحد في ركلات الترجيح، لكن رغم ذلك خسر المنتخب الإيطالي أمام حامل لقب كأس العالم منتخب ألمانيا بركلات الترجيح 6–5. خلال تلك المباراة تصدى بوفون لكرة ماريو غوميز في الوقت الأصلي بشكل رائع ورشح في وقت لاحق كأفضل تصدي في الموسم.

### موسم كأس العالم 2018
في 6 أكتوبر 2016، لعب بوفون لعب مباراته رقم 164 مع المنتخب الإيطالي في مباراة 1–1 ضد إسبانيا في مباراة بتصفيات كأس العالم 2018 في تورينو، مما جعله اللاعب الدولي الثامن الأكثر لعباً للمباريات الدولية في كل الأوقات معادلاً كوبي جونز، والثاني من بين اللاعبين الدوليين النشطين، خلف إيكر كاسياس فقط. في 15 نوفمبر 2016، لعب بوفون مباراته رقم 167 مع المنتخب الإيطالي في مباراة ودية إنتهت بالتعادل 0–0 في ميلانو ضد ألمانيا، مساوياً سجل المشاركات الدولية الأوروبية الذي يتصدره إيكر كاسياس وفيتالييس أستافييفس، ويُصبح اللاعب النشط الأكثر مشاركة في المباريات الدولية في العالم جنباً إلى جنب مع كاسياس. في 1 يناير 2017، حصل بوفون على جائزة الكرة الزرقاء 2016، كأفضل لاعب دولي في إيطاليا طوال العام الميلادي، ليصبح أول لاعب يفوز بالجائزة أكثر من مرة، في 24 مارس، لعب بوفون مباراته الـ 1000 في مسيرته المهنية، وحافظ على شباكه نظيفة (للمرة 426 عموماً مع النادي والمنتخب) في مباراة إنتهت بفوز منتخب بلاده 2–0 ضد ألبانيا في تصفيات كأس العالم، ليصبح اللاعب الثامن عشر الذي يصل لهذا المُنجز. في هذه المباراة أيضاً أصبح اللاعب الأوروبي الأكثر مشاركة في المباريات الدولية عبر التاريخ، بظهوره الـ 168 مع المنتخب الإيطالي، واللاعب الدولي الخامس في جميع الأوقات، جنباً إلى جنب مع إيفان هورتادو. في 6 أكتوبر، لعب بوفون مباراته الدولية رقم 172 مع منتخب إيطاليا في مباراة إنتهت بنتيجة 1–1 ضد مقدونيا في تصفيات كأس العالم 2018، متساوياً مع محمد الدعيع كرابع أكثر لاعب مشاركة في المباريات الدولية عبر كل العصور.
جاء ظهور بوفون الـ 175 والأخير في 13 نوفمبر، في إياب ملحق التصفيات المؤهلة إلى كأس العالم ضد السويد، في ملعب سان سيرو في ميلانو. على الرغم أنه حافظ على شباكه نظيفة في التعادل 0–0، إلا أن خسارة إيطاليا بنتيجة 1–0 في مباراة الذهاب في 10 نوفمبر جعلت السويد تتأهل إلى كأس العالم على حساب إيطاليا، وهذا يعني أن إيطاليا فشلت في التأهل لكأس العالم لأول مرة مُنذ 60 عاماً. خلال المباراة، عادل بوفون رقم فابيو كانافارو باعتباره اللاعب الأكثر ظهوراً في المنتخب الإيطالي كقائد (79 مباراة). على الرغم من أنه كان يعتزم بالاعتزل بعد نهائيات كأس العالم 2018، بعد المباراة وإخفاق إيطاليا في التأهل، أعلن بوفون عن حزنه الشديد وبالدموع عن اعتزله من اللعب الدولي قائلاً:
أكد في وقت لاحق في وسائل التواصل الإجتماعي، وفي تغريدات من الحساب الرسمي للمنتخب الإيطالي: «نحن فخورون، نحن أقوياء، نحن عنيدون، وسوف نعود بأنفسنا كما نفعل دائماً. سوف أغادر المنتخب الذي سوف يعرف كيف يعود بنفسه مرة أخرى. أفضل التمنيات للجميع، وخاصة لأولئك الذين شاركوني هذه الرحلة الجميلة».

## أسلوب اللعب والاستقبال
مُنذ ظهوره كموهبة سابقة في شبابه، أُشتهر بوفون بأداءه المتناسق والثابت طوال حياته المهنية، وحصل على الثناء من المدربين واللاعبين، فضلاً عن زملاءه الحاليين أو السابقين، لتركيزه وهدوءه تحت الضغط، وكذلك معدل عمله وطول عمره. يعتبر هو واحداً من أفضل اللاعب في مركزه من أي وقت مضى، وغالباً ما يعتبر النموذج الأصلي للحارس المرمى الحديث، وقد ذكر من قبل العديد من حراس المرمى الآخرين بأنهم يعتبرونه نموذجاً يحتذى به. وقد وُصف بأنه «رشيق وقوي، وقائد كبير، وصاحب خبرة كبيرة جداً ومستوى عالي جداً» و«مُنجز وحارس يحظى بإحترام كبير» وقد أُشيد ببوفون بفعاليته الرياضية و«قدرته على التصدي بشكل مميز» و«الارتماء البهلواني الذي يملكه، وردود فعله السريعة، فضلاً عن قدرته على الحسم»، على الرغم من كونه حارساً طويلاً وعلى الرغم من أنه قد تعرض للانتقادات في بعض الأحيان لأنه غير ماهر بالتصدي لركلات الجزاء، لكن أثبت أنه فعال في هذا المجال، كما يتضح في سجله بعدد ركلات الجزاء التي تصدى لها.
في بريقه، كان بوفون حارس مرموق وموهوب ومتكامل، عدواني، وغريزي من القلب، كان معروفاً بسرعته وبراعته وتوقعه للخصوم، وكذلك ثقته، ويملك ردود فعل سريعه، وقدرته على الارتماء بالأرض للتصدي للكرة بيديه أو حتى بقدميه. عندما لعب في فرق تعتمد على خطوط دفاعها، كان يعمل في كثير من الأحيان كحارس قشاش، في كثير من الأحيان كان يخرج من منطقته للتخلص من الكرة أو مواجهة المهاجمين، كما كان يحظى بتقدير كبير بالتعامل معه، وقدرته الهوائية، وقيادة منطقته؛ ومع ذلك، طوال حياته المهنية، تم إتهام بوفون في بعض الأحيان من قبل النقاد من كونه مُفرط في الحذر وعدم الخروج دائماً للتخلص من الكرة، وأيضاً بسبب لكمة للكرة لزملائه في بعض الأحيان بدلاً من مسك الكرة. على الرغم من أنه ليس بارع مع الكرة بقدميه في الجيل الجديد من حراس المرمى الذي ظهروا في حياته المهنية في وقت لاحق، لكن أيضاً بوفون يمتلك قدرة جيدة، حيث يقوم بتمريرات موثوقة ومهاراته بالكرة، والتي يسمح له بالخروج بالكرة من الخلف.
في السنوات الأخيرة، بوفون يتكيف مع أسلوبه بشكل فعال في حراسة المرمى رغم الآثار الجسدية بسبب كبر السن، في حين قام بتعديل نظامه الغذائي والتدريبي، وتطور إلى حارس أقل إذهالاً ولكن إلى أكثر كفاءة، على الرغم من فقدان بعض قوته الجسدية والارتماء وسرعة ردة الفعل، لكن واصل التفوق إلى أعلى مستوى بسبب تناسق أداءه، فضلاً عن موقعه بين أداء الوظائف الأداء وخبرته التكتيكية والقدرة على صنع القرار، وقدرته على قراءة اللعب وتنظيم دفاعه. بالإضافة إلى قدراته على حراسة المرمى، ويتم إختيار بوفون بسبب قوة الشخصية، وعقليته القوية، وانضباطه في التدريب، ووجوده المؤثر في حراسة المرمى، وقيادته، ووُصف بأنه «شخصيتة المؤثرة والرئيسية في غرفة خلع الملابس».

### الملابس
على الرغم من أنه عندما بدأ حياته المهنية كان أكثر شيوعاً عند حراس المرمى هو إرتداء فنيلة بأكمام طويلة، وكان دائماً بوفون معروف بإرتداء قميص بأكمام قصيرة طوال حياته المهنية بأكملها، حتى خلال أشهر الشتاء. عندما سُئل في مقابلة مع فورفورتو لماذا فضل إرتداء أكمام قصيرة، قال: «أنا حقاً لا أعرف لماذا، أنها مجرد شيء كنت أفعله دائماً، من الوقت الذي بدأت فيه باللعب بحراسة المرمى، ودائماً أشعر بشكل جيد، والآن يبدو: الكثير من حراس المرمى يفعلون ذلك، لقد بدأت الموضة».

## جدال
عندما كان في بارما، قرر بوفون إرتداء قميص رقم 88، بدلاً من قميصه رقم 1 السابق، لموسم 2000–01 تسببت بجدل في إيطاليا. لكن بوفون أدعى أنه غير مدرك لدلالات نازيون جدد، مشيراً إلى أن رقم 88 يمثل «أربع كرات»، وهي رموز لشخصية وخصائص شخص. وقال إن المقصود منها هو الإشارة إلى حاجته لهذه الصفات بعد إصابته قبل اليورو 2000، وأنها تمثل أيضاً «ولادة جديدة». وفي وقت لاحق قام بتغيير الرقم، وأختار رقم 77.
في سبتمبر 1999، واجه بوفون انتقادات شديدة وعقوبات تأديبية شديدة تحمل شعارات فاشية مكتوبة بخط اليد على تي شيرت تحت قميصه لحراسة المرمى، وظهر بهذا التي شيرت خلال مقابلات إعلامية بعد المباراة. أعتذر بوفون علناً، مشيراً إلى أنها كانت بادرة غبية وساذجة منه، لأنه كان جاهلاً تماماً للدلالات الجديدة الفاشية وشعاراتهم، وأعلن أنه كان يقصد فقط استخدام الشعار لتحفيز زملائه، لأن بارما قد واجه سابقاً بعض النتائج المخيبة للآمال.
في عام 2000، بوفون تعرض لخطر السجن لمدة أربع سنوات بتهمة تزوير شهادة المحاسبة في المدارس الثانوية من أجل الإلتحاق بشهادة في القانون في جامعة بارما، ودفع في نهاية المطاف غرامة قدرها 6.35 مليون ليرة إيطالية في 2001؛ ووصف لاحقاً أن هذا الحادث أكبر أسف له.
في 12 مايو 2006، خلال ذروة فضيحة الكالتشيوبولي، أُتهم بوفون بالمراهنة بشكل غير قانوني على مباريات الدوري الإيطالي، والتي جعلت في البداية مكانه في منتخب إيطاليا 2006 في كأس العالم معرضاً للخطر. تم إستجواب بوفون رسمياً وأعترف بالمراهنة على المباريات الرياضية والتي تم منعها في أكتوبر 2005، ولكن نفى المراهنة على مباريات كرة القدم الإيطالية. وقد تم تبرئته من جميع التهم في ديسمبر 2006.

## وسائل الإعلام
بوفون كان تحت رعاية شركة الملابس الرياضية الألمانية بوما خلال حياته المهنية، ويرتدي قفازات بوما وأحذية كرة القدم لشركة بوما. وظهر بوفون أيضاً في إعلانات بيبسي التجارية، بما في ذلك الإعلان عن كأس العالم 2002 في كوريا واليابان. حيث كان مع العديد من لاعبي كرة القدم الآخرين، بما في ذلك ديفيد بيكهام، راؤول غونزاليس وروبرتو كارلوس، في مواجهة فريق من لاعبي سومو. في عام 2009، تم التوقيع مع بوفون من قبل إحدى شركات المقامرة لتسويق منتجاتهم.
بوفون ظهر على غلاف النسخة الإيطالية من لعبة برو إيفليوشن سوكر 2008، بجانب بطل الغلاف الرسمي للعبة كريستيانو رونالدو. كما يتميز بوفون في سلسلة ألعاب إي أيه سبورتس فيفا (سلسلة ألعاب فيديو) وتم اختياره جنباً إلى جنب مع مانويل نوير، إيكر كاسياس وبيتر تشيك في الفريق النهائي كأفضل حراس المرمى في فيفا 14.

## خارج كرة القدم
في 14 نوفمبر 2008، أصدر بوفون الطبعة الإيطالية من سيرته الذاتية، الرقم 1، التي كتبت بالتعاون مع الكاتب روبرتو بيرون. في ديسمبر 2009، أُدرج بوفون ضمن «فريق العقد» من صحيفة ذا صن.
في 16 يوليو 2010، أصبح بوفون شريكاً في ملكية نادي كاراريزي (نادي مسقط رأسه ونادي الطفولة المفضل لديه، جنباً إلى جنب مع جنوى). كان يملك في البداية 50% من أسهم النادي، جنباً إلى جنب مع كريستيانو لوكارلي وموريزيو ميان. في 10 يونيو 2011، حصل على 20% من أسهم النادي، مؤكداً دعمه لنادي مسقط رأسه. في 6 يوليو 2012، أصبح بوفون المساهم الوحيد في نادي كاراريزي من خلال شركة عائلته، بوفون وشركائه. في مايو 2015، ذكر بوفون أنه سيتنحى عن منصبه كمالك لنادي كاراريزي في نهاية موسم 2014–15، في يوليو، باع 70% من أسهم كاراريزي إلى المطور العقاري الإيطالي رافائيلي تارتاجليا، الذي تجعله يسيطر على النادي، على الرغم من أن بوفون لا يزال مع النادي كمساهم. بعد مواصلة الكفاح مع الصعوبات المالية، أعلن النادي رسمياً إفلاسه في 11 مارس 2016.
في 30 مايو 2011، أنضم إلى مجلس إدارة شركة المنسوجات الإيطالية «زوتشي»، بحصة 19.4%. وعلى الرغم من الصعوبات المالية التي واجهتها الشركة، فقد أستثمرت شركة بوفون، التي قد أستحوذت آنذاك على 56% من أسهم الشركة، بـ 20 مليون يورو من أجل إنقاذ الشركة من الإفلاس. في أواخر ديسمبر، تم الإستحواذ على «زوتشي» من قبل صندوق الإستثمار الفرنسي، أسترانس كابيتال، الذي سيطر على شركة بوفون القابضة، بموجب إتفاق إعادة هيكلة ديون مجموعة «زوتشي»، في حين سُمح لبوفون بالإحتفاظ بنسبة 15% من أسهم الشركة.
في 7 مايو 2012، أُنتخب بوفون نائباً لرئيس رابطة كرة القدم الإيطالية (إيك). كانت هذه المرة الأولى التي يشغل فيها لاعب كرة قدم نشط هذا المنصب. في العام نفسه، أنضم بوفون إلى برنامج «إحترام التنوع» من خلال الاتحاد الأوروبي لكرة القدم، الذي يهدف إلى مكافحة العنصرية والتمييز والتعصب في كرة القدم. وفي وقت لاحق من ذلك العام، تم التصويت على أفضل لاعب كرة قدم في العالم من قبل الغارديان، حيث حصل بوفون على المركز الثاني كأفضل حارس مرمى، خلف إيكر كاسياس.
قبل الإنتخابات العامة الإيطالية عام 2013، بوفون قام بالتأييد لماريو مونتي علناً لرئاسة الوزراء في ذلك الوقت.
من المعروف عن بوفون أيضاً عن أعماله الخيرية، بالإضافة إلى مساعيه الخيرية الأخرى، وبعد كل مباراة يضع شارة الكابتن في مزاد والتبرع بقيمته للجمعيات الخيرية. في 1 سبتبمبر 2014، شارك بوفون، بجانب العديد من نجوم كرة القدم الحاليين والسابقين، في «مباراة من أجل السلام»، التي لُعبت في استاد روما الأوليمبيكو، لجمع التبرعات للتبرع بها للجمعيات الخيرية.
حصل بوفون على جائزة نيريو روكو في 2 سبتمبر 2014، والتي تمنح للاعبي كرة القدم تقديراً لمسيرتهم المهنية.
في عام 2015، فرانس فوتبول صنفت بوفون كأحد أفضل عشرة لاعبين كرة القدم في العالم التي تزيد أعمارهم عن 36 عاماً. في عام 2016، تم تسميته كأعظم حارس مرمى في التاريخ من قبل نفس المجلة. في وقت لاحق من ذلك العام، كان تم تسميته أيضاً كأعظم حارس مرمى في جميع الأوقات في دوري أبطال أوروبا في إستطلاع رسمي عبر الإنترنت في تويتر من قبل حساب الاتحاد الأوروبي لكرة القدم.
بوفون كان واحداً من أكثر من 80 من المشاهير الإيطاليين الذين يوقعون على عريضة لصالح إستفتاء عام 2016 بشأن الإصلاح الدستوري.
في عام 2017، أطلق بوفون علامته التجارية الخاصة للنبيذ تحت اسم «بوفون #1».

## الإحصائيات

### النادي
آخر تحديث 19 مايو 2021.
| الفريق           | الموسم    | الدوري                         | الدوري    | الدوري  | الكأس     | الكأس   | أوروبا    | أوروبا  | أخرى      | أخرى    | المجموع   | المجموع |
| الفريق           | الموسم    | الدرجة                         | المباريات | الأهداف | المباريات | الأهداف | المباريات | الأهداف | المباريات | الأهداف | المباريات | الأهداف |
| ---------------- | --------- | ------------------------------ | --------- | ------- | --------- | ------- | --------- | ------- | --------- | ------- | --------- | ------- |
| بارما            | 1995–96   | الدوري الإيطالي                | 9         | 0       | 0         | 0       | 0         | 0       | 0         | 0       | 9         | 0       |
| بارما            | 1996–97   | الدوري الإيطالي                | 27        | 0       | 0         | 0       | 1         | 0       | —         | —       | 28        | 0       |
| بارما            | 1997–98   | الدوري الإيطالي                | 32        | 0       | 6         | 0       | 8         | 0       | —         | —       | 46        | 0       |
| بارما            | 1998–99   | الدوري الإيطالي                | 34        | 0       | 6         | 0       | 11        | 0       | —         | —       | 51        | 0       |
| بارما            | 1999–2000 | الدوري الإيطالي                | 32        | 0       | 0         | 0       | 9         | 0       | 2         | 0       | 43        | 0       |
| بارما            | 2000–01   | الدوري الإيطالي                | 34        | 0       | 2         | 0       | 7         | 0       | —         | —       | 43        | 0       |
| بارما            | المجموع   | المجموع                        | 168       | 0       | 14        | 0       | 36        | 0       | 2         | 0       | 220       | 0       |
| يوفنتوس          | 2001–02   | الدوري الإيطالي                | 34        | 0       | 1         | 0       | 10        | 0       | —         | —       | 45        | 0       |
| يوفنتوس          | 2002–03   | الدوري الإيطالي                | 32        | 0       | 0         | 0       | 15        | 0       | 1         | 0       | 48        | 0       |
| يوفنتوس          | 2003–04   | الدوري الإيطالي                | 32        | 0       | 0         | 0       | 6         | 0       | 1         | 0       | 39        | 0       |
| يوفنتوس          | 2004–05   | الدوري الإيطالي                | 37        | 0       | 0         | 0       | 11        | 0       | —         | —       | 48        | 0       |
| يوفنتوس          | 2005–06   | الدوري الإيطالي                | 18        | 0       | 2         | 0       | 4         | 0       | 0         | 0       | 24        | 0       |
| يوفنتوس          | 2006–07   | الدوري الإيطالي الدرجة الثانية | 37        | 0       | 3         | 0       | —         | —       | —         | —       | 40        | 0       |
| يوفنتوس          | 2007–08   | الدوري الإيطالي                | 34        | 0       | 1         | 0       | —         | —       | —         | —       | 35        | 0       |
| يوفنتوس          | 2008–09   | الدوري الإيطالي                | 23        | 0       | 2         | 0       | 5         | 0       | —         | —       | 30        | 0       |
| يوفنتوس          | 2009–10   | الدوري الإيطالي                | 27        | 0       | 1         | 0       | 7         | 0       | —         | —       | 35        | 0       |
| يوفنتوس          | 2010–11   | الدوري الإيطالي                | 16        | 0       | 1         | 0       | 0         | 0       | —         | —       | 17        | 0       |
| يوفنتوس          | 2011–12   | الدوري الإيطالي                | 35        | 0       | 0         | 0       | —         | —       | —         | —       | 35        | 0       |
| يوفنتوس          | 2012–13   | الدوري الإيطالي                | 32        | 0       | 1         | 0       | 10        | 0       | 1         | 0       | 44        | 0       |
| يوفنتوس          | 2013–14   | الدوري الإيطالي                | 33        | 0       | 0         | 0       | 14        | 0       | 1         | 0       | 48        | 0       |
| يوفنتوس          | 2014–15   | الدوري الإيطالي                | 33        | 0       | 0         | 0       | 13        | 0       | 1         | 0       | 47        | 0       |
| يوفنتوس          | 2015–16   | الدوري الإيطالي                | 35        | 0       | 0         | 0       | 8         | 0       | 1         | 0       | 44        | 0       |
| يوفنتوس          | 2016–17   | الدوري الإيطالي                | 30        | 0       | 0         | 0       | 12        | 0       | 1         | 0       | 43        | 0       |
| يوفنتوس          | 2017–18   | الدوري الإيطالي                | 21        | 0       | 3         | 0       | 9         | 0       | 1         | 0       | 34        | 0       |
| يوفنتوس          | المجموع   | المجموع                        | 509       | 0       | 15        | 0       | 124       | 0       | 8         | 0       | 656       | 0       |
| باريس سان جيرمان | 2018–19   | الدوري الفرنسي                 | 17        | 0       | 2         | 0       | 5         | 0       | 1         | 0       | 25        | 0       |
| يوفنتوس          | 2019–20   | الدوري الإيطالي                | 9         | 0       | 5         | 0       | 1         | 0       | 0         | 0       | 15        | 0       |
| يوفنتوس          | 2020–21   | الدوري الإيطالي                | 8         | 0       | 5         | 0       | 1         | 0       | 0         | 0       | 14        | 0       |
| يوفنتوس          | المجموع   | المجموع                        | 17        | 0       | 10        | 0       | 2         | 0       | 0         | 0       | 29        | 0       |
| بارما            | 2021–22   | الدوري الإيطالي الدرجة الثانية | 0         | 0       | 0         | 0       | —         | —       | —         | —       | 0         | 0       |
| بارما            | المجموع   | المجموع                        | 0         | 0       | 0         | 0       | 0         | 0       | 0         | 0       | 0         | 0       |
| ال               | ال        | ال                             | 711       | 0       | 41        | 0       | 167       | 0       | 11        | 0       | 930       | 0       |

1. 1 2 3  المباريات في كأس الاتحاد الأوروبي
2. 1 2 3 4 5 6 7 8 9 10 11 12 13 14  المباريات في كأس إيطاليا
3. ↑  المباريات في دوري أبطال أوروبا (تشمل مباراتين في الدور التمهيدي الثاني)
4. ↑  مباراتين في الدور التأهيلي الثالث لدوري أبطال أوروبا، سبع مباريات في كأس الاتحاد الأوروبي
5. ↑  مباراة واحدة في كأس السوبر الإيطالي، مباراة واحدة في تصفيات دوري أبطال أوروبا 2000–01
6. 1 2 3 4 5 6 7 8 9 10 11 12  المباريات في دوري أبطال أوروبا
7. 1 2 3 4 5 6 7 8  المباراة في كأس السوبر الإيطالي
8. ↑  المباريات في دوري أبطال أوروبا (تشمل مباراتين في الدور التمهيدي الثالث)
9. ↑  المباريات في دوري أبطال أوروبا (تشمل مباراتين في الدوري الثالث)
10. ↑  ست مباريات في دوري أبطال أوروبا، مباراة واحدة في الدوري الأوروبي
11. ↑  ست مباريات في دوري أبطال أوروبا، ثماني مباريات في الدوري الأوروبي
12. ↑  مباراة واحدة في كأس الرابطة الفرنسية، مباراة واحدة في كأس فرنسا
13. ↑  المباريات في كأس الأبطال الفرنسي

### المنتخب
| إيطاليا | إيطاليا   | إيطاليا |
| العام   | المباريات | الأهداف |
| ------- | --------- | ------- |
| 1997    | 1         | 0       |
| 1998    | 3         | 0       |
| 1999    | 8         | 0       |
| 2000    | 4         | 0       |
| 2001    | 7         | 0       |
| 2002    | 12        | 0       |
| 2003    | 7         | 0       |
| 2004    | 12        | 0       |
| 2005    | 3         | 0       |
| 2006    | 15        | 0       |
| 2007    | 8         | 0       |
| 2008    | 9         | 0       |
| 2009    | 11        | 0       |
| 2010    | 2         | 0       |
| 2011    | 10        | 0       |
| 2012    | 11        | 0       |
| 2013    | 15        | 0       |
| 2014    | 8         | 0       |
| 2015    | 8         | 0       |
| 2016    | 13        | 0       |
| 2017    | 6         | 0       |
| 2018    | 1         | 0       |
| المجموع | 176       | 0       |

المصدر:

### الأرقام القياسية
- أكثر مشاركة في الدوري الإيطالي 657 مباراة (12 مايو 2021)[162][163][164]
- ثاني أكثر لاعب مشاركة في تاريخ يوفنتوس في جميع البطولات 685 مباراة، خلف أليساندرو دل بييرو 705 مباراة (12 مايو 2021)
- ثاني أكثر لاعب مشاركة في تاريخ يوفنتوس في الدوري الإيطالي (472 مباراة، خلف أليساندرو دل بييرو 478 مباراة).
- ثاني أكثر لاعب مشاركة في تاريخ يوفنتوس في الدوريات الإيطالية (تشمل الدوري الإيطالي والثانية) (509 مباراة، خلف أليساندرو دل بييرو 513 مباراة)
- أكثر لاعب مشاركة في تاريخ يوفنتوس في كأس السوبر الإيطالي (8 مباريات)
- أكثر لاعب مشاركة في تاريخ يوفنتوس في دوري أبطال أوروبا (115 مباراة، بما في ذلك 4 مباريات من جولات التصفيات)
- ثاني أكثر لاعب مشاركة في تاريخ يوفنتوس في البطولات الأوروبية (124 مباراة، بجانب أليساندرو دل بييرو)
- ثاني أكثر لاعب مشاركة في تاريخ يوفنتوس في البطولات العالمية (124 مباراة، خلف أليساندرو دل بييرو 130 مباراة)
- أكثر لاعب مشاركة في تاريخ يوفنتوس في الدوري الإيطالي الدرجة الثانية (إلى جانب أليساندرو بيريندلي) (37 مباراة)
- أكثر لاعب مشاركة في تاريخ يوفنتوس من حيث الدقائق (58,773 دقيقة)
- أكثر لاعب مشاركة في تاريخ يوفنتوس في الدوري الإيطالي من حيث الدقائق (42,021 دقيقة)
- أكثر لاعب مشاركة في تاريخ المنتخب الإيطالي (176 مباراة)
- أكثر لاعب مشاركة في تاريخ المنتخب الإيطالي في تصفيات كأس العالم (39 مباراة)
- أكثر لاعب مشاركة في تاريخ المنتخب الإيطالي في البطولات الأوروبية (17 مباراة)
- أكثر لاعب مشاركة في تاريخ المنتخب الإيطالي في تصفيات بطولة أمم أوروبا (41 مباراة)
- أكثر لاعب مشاركة في تاريخ المنتخب الإيطالي في بطولة أمم أوروبا وتصفياتها (58 مباراة)
- أكثر لاعب مشاركة في تاريخ المنتخب الإيطالي في كأس القارات (بجانب جورجيو كيليني وريكاردو مونتوليفو) (8 مباريات)
- أكثر لاعب مشاركة كقائد في تاريخ المنتخب الإيطالي (80 مباراة)
- أكثر حارس مرمى مشاركة كقائد في تاريخ المنتخب الإيطالي (80 مباراة)
- أكثر لاعب مشاركة كقائد في البطولات الأوروبية للمنتخبات (13 مباراة)
- أقل حارس تقلياً للأهداف في نسخه واحده من كأس العالم والتي فاز بها في ذلك الوقت (بجانب إيكر كاسياس وفابيان بارتيز) (هدفين في 7 مباريات في كأس العالم 2006)
- أكثر لاعب حقق كلين شيت في نسخه واحده من كأس العالم (بجانب إيكر كاسياس، باسكال زوبربوهلر، أوليفير كان، فابيان بارتيز ووالتر زينجا) (5 كلين شيت في كأس العالم 2006)
- أطول مدة لم يتلقى في شباكه أي هدف في الدوري الإيطالي في موسم واحد (974 دقيقة في موسم 2015–2016)
- أكثر من حقق كلين شيت على التوالي في الدوري الإيطالي (10 كلين شيت على التوالي، في موسم 2015–2016)
- أكثر من حقق كلين شيت في الدوري الإيطالي خلال موسم واحد (21 من 2011–12و2015–16)
- أطول فترة متتالية دون تلقي أي هدف في التصفيات المؤهلة للبطولات الأوروبية للمنتخبات (644 دقيقة في 2010–11)
- واحد من ثلاثة لاعبين فقط لعبوا في كأس العالم بخمس مرات (بجانب أنطونيو كارباخال ولوثار ماثيوس) (1998،2002،2006،2010،2014)
- واحد من سبعة لاعبين لعبوا في أربع بطولات لكأس أمم أوروبا (2004،2008،2012، 2016
- أكثر حارس حقق كلين شيت للمنتخب الإيطالي (77 كلين شيت)
- أكثر حارس حقق كلين شيت للمنتخب الإيطالي في كأس العالم (6 كلين شيت)
- حقق أكبر رقم من الكلين شيت للمنتخب الإيطالي في البطولات الأوروبية للمنتخبات (8 كلين شيت)
- حقق أكبر رقم من الكلين شيت للمنتخب الإيطالي في كأس القارات (1 كلين شيت)
- حقق أكبر رقم من الكلين شيت للمنتخب الإيطالي في تصفيات كأس العالم (21 كلين شيت)
- حقق أكبر رقم من الكلين شيت للمنتخب الإيطالي في تصفيات كأس أمم أوروبا (23 كلين شيت)
- حقق أكبر رقم من الكلين شيت في تاريخ الدوري الإيطالي (293 كلين شيت)
- حقق ثالث أكبر رقم من الكلين شيت في تاريخ دوري أبطال أوروبا (49 كلين شيت، لا تشمل 3 مباريات خاضها في التصفيات المؤهله، بجانب بيتر تشيك، وخلف إيدوين فان دير سار 51 (53)، وإيكر كاسياس 56 (58))
- ثامن أكثر لاعب مشاركة في أرقام وإحصائيات بطولات الاتحاد الأوروبي لكرة القدم (160 مباراة)
- ثاني أكثر حارس مرمى مشاركة في تاريخ دوري أبطال أوروبا (125 مباراة، بما في ذلك 8 مباريات في التصفيات المؤهلة، خلف إيكر كاسياس، 171 (167))
- ثالث أكثر حارس مرمى مشاركة في تاريخ المسابقات الأوروبية للأندية (160 مباراة، خلف إيكر كاسياس 178 مباراة، وبيبي رينا 165 مباراة).
- أكثر حارس تصدى لركلات جزاء للمنتخب الإيطالي (5 ركلات جزاء)
- أكثر حارس تصدى لركلات جزاء في البطولات الأوروبية (بجانب إيكر كاسياس) (3 ركلات جزاء، بجانب إيكر كاسياس)
- أكثر لاعب أوروبي مشاركة في المباريات الدولية (176 مباراة)
- رابع أكثر لاعب مشاركة في المباريات الدولية في التاريخ (176 مباراة)
- أكثر لاعب نشط مشاركةً في المباريات الدولية (176 مباراة)
- أكثر لاعب مشاركة في بطولة أمم أوروبا وتصفياتها (58 مباراة)
- حارس المرمى الوحيد الذي فاز بجائزة أفضل لاعب في أوروبا لعام (2003)
- أكثر لاعب فاز بكأس السوبر الإيطالي (بجانب ديان ستانكوفيتش) (6 مرات)
- أكثر حارس فاز بجائزة أفضل حارس في الدوري الإيطالي (12 مرة)
- أغلى حارس مرمى على مر التاريخ: 52 مليون يورو
- أكثر لاعب فوزاً بالدوري الإيطالي في التاريخ (9 ألقاب مع يوفنتوس)
- أكثر لاعب فوزاً بالدوري الإيطالي بشكل متتالي (7 مرات، بجانب أندريا بارزالي، ليوناردو بونوتشي، جورجيو كيلليني، ستيفان ليختشتاينر، كلاوديو ماركيزيو)
- أكثر لاعب فوزاً بالألقاب مع يوفنتوس (19 لقب)

## الإنجازات

### النادي

#### بارما
- كأس إيطاليا (1): 1998–99
- كأس السوبر الإيطالي (1): 1999
- كأس الاتحاد الأوروبي (1): 1998–99

#### يوفنتوس
- الدوري الإيطالي (10): 2001–02، 2002–03، 2011–12، 2012–13، 2013–14، 2014–15، 2015–16، 2016–17، 2017–18، 2019–20
- الدوري الإيطالي الدرجة الثانية (1): 2006–07
- كأس إيطاليا (5): 2014–15، 2015–16، 2016–17، 2017–18، 2020–21
- كأس السوبر الإيطالي (6): 2002، 2003، 2012، 2013، 2015، 2020
- دوري أبطال أوروبا الوصيف: 2002–03، 2014–15، 2016–17

#### باريس سان جيرمان
- الدوري الفرنسي (1): 2018–19
- كأس الأبطال الفرنسي (1): 2018

### المنتخب
إيطاليا
- كأس العالم (1): 2006
- بطولة أمم أوروبا الوصيف: 2012
- كأس القارات الميدالية البرونزية: 2013

### الجوائز الشخصية
- جائزة برافو (1): 1999
- أفضل حارس مرمى في الدوري الإيطالي (11): 1998–99، 2000–01، 2001–02، 2002–03، 2004–05، 2005–06، 2007–08، 2013–14، 2014–15، 2015–16، 2016–17
- جائزة اليويفا لأفضل حارس مرمى في العام (2): 2002–03، 2016–17.[165][166][167][168]
- جائزة اليويفا لأفضل لاعب (1): 2002–03
- جائزة اليويفا لأفضل فريق (5): 2003، 2004، 2006، 2016، 2017.[165][169][170]
- تشكيلة السنة من جمعية الرياضة الأوروبية الإعلامية (2): 2002–03، 2016–17.[171][172]
- جائزة أفضل حارس مرمى في أوروبا (3): 2003، 2016، 2017
- جائزة أفضل حارس من الاتحاد الدولي لتاريخ وإحصاءات كرة القدم (5): 2003، 2004، 2006، 2007، 2017.[173][174]
- أفضل 125 لاعب كرة قدم حي [175]
- جائزة ياشين في كأس العالم (1): 2006[176]
- فريق كل النجوم في كأس العالم (1): 2006[177]
- جائزة الكرة الذهبية: 2003 (المركز التاسع)، 2006 (المركز الثاني)، 2016 (المركز التاسع)، 2017 (المركز الرابع)[178][179][180][181]
- جائزة أفضل لاعب كرة قدم في العالم: 2006 (المركز الثامن)، 2007 (المركز العاشر)[182]
- جائزة أوسكار الدوري الإيطالي (2): 2006، 2007
- فيفبرو (3): 2006، 2007، 2017
- التشكيلة المثالية لبطولة أمم أوروبا (2): 2008، 2012[183]
- أفضل حارس مرمى في العقد (1): 2000–2010
- أفضل حارس مرمى في آخر 25 سنة: 1987–2012.[184]
- أفضل حارس مرمى في القرن الواحد والعشرين[185]
- تشكيلة السنة للدوري الإيطالي الدرجة الأولى (5): 2012، 2014، 2015، 2016، 2017
- الكرة الزرقاء (2): 2013، 2016
- جائزة نيريو روكو (1): 2014.[186]
- تشكيلة الموسم في الدوري الأوروبي (1): 2013–14.[187]
- تشكيلة الموسم في دوري أبطال أوروبا (2): 2014–15، 2016–17.[188][189]
- جائزة أفضل لاعب في أوروبا: 2015 (المركز الرابع)، 2016 (المركز السادس)، 2017 (المركز الثالث)
- جائزة اليويفا لأفضل فريق (أُستبدلت; نشرت 2015)
- التشكيلة المثالية من فرانس فوتبول (1): 2015
- جائزة جياني بريرا للرجل الرياضي في العام (1): 2015.[190]
- أفضل لاعب في يوفنتوس في السنة (1): 2015–16.[191]
- التشكيلة المثالية لبطولة أمم أوروبا طوال تاريخ البطولة (نُشرت 2016)
- جائزة التميز الوطني «غايتانو شيريا» (1): 2016.[192]
- جائزة القدم الذهبية (1): 2016.[193][194]
- لاعب العام في الدوري الإيطالي (1): 2016–17.[195]
- جائزة الفيفا لأفضل حارس مرمى: 2017.[196]
- جائزة الفيفا لأفضل لاعب: 2017 (المركز الرابع) [197]
- فريق رجال العالم من الاتحاد الدولي لتاريخ وإحصاءات كرة القدم (1): 2017.[198]
- جوائز جازيتا الرياضية رجل العام (1): 2017.[199]

## الملاحظات
1. ↑  انظر[11][12][13][14][15][16][17][18][19]
2. ↑  انظر[20][21][22][23][24][25][26][27][28][29]

## وصلات خارجية
- جانلويجي بوفون على موقع IMDb (الإنجليزية)
- جانلويجي بوفون على موقع ديسكوغز (الإنجليزية)

- جانلويجي بوفون على موقع الاتحاد الدولي (مؤرشف)  (الإنجليزية)
- جانلويجي بوفون على موقع الاتحاد الأوربي (الإنجليزية)
- جانلويجي بوفون على موقع إي إس بي إن إف سي (الإنجليزية)
- جانلويجي بوفون على موقع قاعدة بيانات كرة القدم.إي يو (الإنجليزية)
- جانلويجي بوفون على موقع بيانات كرة القدم. دي إي (الألمانية)
- جانلويجي بوفون على موقع ليكيب (الفرنسية)
- جانلويجي بوفون على موقع ناشيونال فوتبول تيمز (الإنجليزية)
- جانلويجي بوفون على موقع Soccerbase.com (لاعب) (الإنجليزية)
- جانلويجي بوفون على موقع Soccerway.com (الإنجليزية)
- جانلويجي بوفون على موقع عالم كرة القدم.نت (الإنجليزية)